# Großer Sprung nach vorn

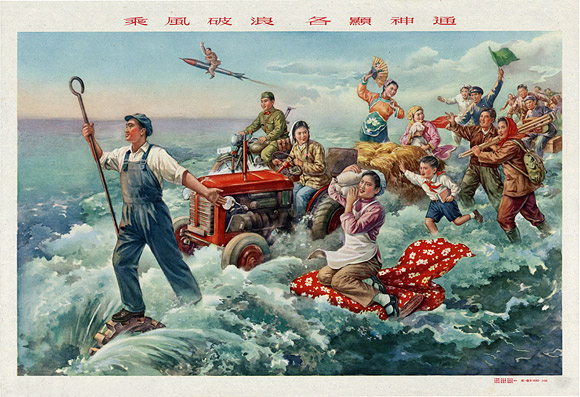
Propaganda-Poster der Kampagne (1958)

Großer Sprung nach vorn (chinesisch 大躍進 / 大跃进, Pinyin dà yuè jìn) war der Name für eine von Mao Zedong initiierte, von 1958 bis 1961 laufende Kampagne, bestehend aus mehreren einzelnen Initiativen, die den zweiten Fünfjahresplan (1958–1962) der Volksrepublik China ablösen und übertreffen sollte. Mit Hilfe dieser Kampagne sollten die drei großen Unterschiede Land und Stadt, Kopf und Hand sowie Industrie und Landwirtschaft eingeebnet, der Rückstand zu den westlichen Industrieländern aufgeholt und die Übergangsperiode zum Kommunismus deutlich verkürzt werden. Die Kampagne des Großen Sprungs begann nach dem ersten Fünfjahresplan von 1953 bis 1957, sie sollte von 1958 bis 1963 laufen. 1961 wurde die Kampagne nach ihrem offensichtlichen Scheitern abgebrochen. Die Volkskommunen, die zusammen mit dem Großen Sprung nach vorne ins Leben gerufen wurden, bestanden jedoch bis 1983 weiter.
Der „Große Sprung nach vorn“ begann nach dem Ende der „Anti-Rechts-Bewegung“ und fiel in einen Zeitraum zunehmender politischer Spannungen zwischen China und der Sowjetunion. Er war die wesentliche Ursache für die schwerwiegende Große Chinesische Hungersnot, die von 1959 bis 1961 herrschte. Bedingt durch die Zwangskollektivierung der Landwirtschaft, die Zusatzbelastung der Bauern durch Arbeiten an Infrastruktur- und Industrialisierungsprojekten und eine Binnenmigration der Landbevölkerung in die Städte sanken die landwirtschaftlichen Erträge von 1959 bis 1961. Gleichzeitig wurden die vom Staat als Steuer und für den Export erwarteten Getreideabgaben stark herauf- und mit Zwangsmaßnahmen durchgesetzt. Die Zahl der Opfer dieser Hungersnot wird auf 14 bis 55 Millionen Menschen geschätzt, was sie zur tödlichsten Hungersnot in der Geschichte macht. Zusätzlich zu den Todesfällen durch Hungersnot starben Millionen auch durch Schläge, Folter und Hinrichtungen. Mehr als dreißig Prozent aller Häuser wurden während der Kampagne aus verschiedenen Gründen zerstört.

## Ziele des Großen Sprungs nach vorn
Nach wirtschaftlichen Erfolgen seit der Gründung der Volksrepublik China stand die Staatsführung vor schwerwiegenden Problemen. Wirtschaftlich hatte sich China eng an die Sowjetunion angelehnt, und, nach sowjetischem Vorbild, von 1953 bis 1957 einen ersten Fünfjahresplan aufgelegt, der – nach dessen Angaben – mit einem jährlichen Wachstum der Industrieproduktion um 15 % abgeschlossen wurde. Die aufgebauten Großbetriebe blieben jedoch auf sowjetische finanzielle und technische Unterstützung angewiesen. 156 Projekte – Ölförderanlagen, Fahrzeug- und Flugzeugbau, Rüstungsfabriken – hatte die Sowjetunion nach und nach an die Volksrepublik geliefert, wobei das technisch hochstehende Niveau dieser Projekte oft nicht gut zum sonstigen Produktivitätsniveau in der Volksrepublik passte (z. B. weil es wenige Arbeitskräfte absorbierte). Seit 1956, als es in Ungarn und Polen zu Aufständen gegen deren kommunistische Regierungen kam, sah sich die Sowjetunion allerdings gezwungen, sich in diesen Staaten mit zusätzlicher Wirtschaftshilfe zu engagieren. Infolgedessen war die Sowjetunion einerseits gezwungen, die Unterstützung Chinas „zu reduzieren“, andererseits war die starre Ausrichtung der chinesischen Betriebe auf die Schwerindustrie ein Problem: In die Kapitalgüterindustrie erfolgten etwa achtmal soviele Investitionen wie in die Konsumgüterindustrie. Es stellte sich daher die Frage, ob die Entwicklung Chinas nach sowjetischem Muster, mit zentral organisierten und kapitalintensiven Großbetrieben, den chinesischen Gegebenheiten entsprach.
Ein weiteres schwerwiegendes Problem betraf die Landwirtschaft, also den Bereich, in dem über drei Viertel der Bevölkerung aktiv waren. Schon vor der Gründung der Volksrepublik war die gesamte verfügbare Ackerfläche bebaut. Ein Anbau auf weiteren Flächen war demzufolge schwierig, und die Ackerfläche war überdies extrem parzelliert. Eine Bauernfamilie besaß – damals – im Durchschnitt eine Anbaufläche von etwa einem Drittel Hektar, die vollständig in Handarbeit bearbeitet wurde. Trotz der Enteignung – und damit verbunden oft der Tötung – der früheren Grundbesitzer und der Reduzierung der oft sehr hohen Pachtabgaben hatte sich auf dem Land nicht viel geändert. Dazu trugen – ironischerweise – gerade die Anfangserfolge des chinesischen Sozialismus bei: eine rasch steigende Geburtenrate auf Basis dessen, dass die Ernährung weitgehend gesichert war (wenn auch auf niedrigem Niveau), und die rudimentäre medizinische Versorgung sowie Hygienemaßnahmen hatten zur Abnahme der Kindersterblichkeit beigetragen. Insofern verhungerten die Menschen zwar nicht mehr, aber die enorme Begeisterung wie bei der Gründung der Volksrepublik hatte nachgelassen. Die Bauern trugen die ganze Last der industriellen Entwicklung, sahen aber für sich wenig wirtschaftlichen Fortschritt, was unter anderem an fehlendem Einsatz von Kunstdünger und einer an die chinesische Landwirtschaft angepassten Entwicklung kleiner Landmaschinen lag.
Ein weiteres Problem war die Entstehung einer neuen, von der Bevölkerung abgehobenen Funktionärsschicht. Immer mehr dieser Funktionäre sahen sich, nach klassischer chinesischer Tradition, nicht als Diener der Arbeiter und Bauern, sondern als neue Herrscher und hatten auch keine Skrupel, sich am Staatseigentum zu bereichern. Mao sprach von den neuen Kapitalisten und der Notwendigkeit zu weiterem Klassenkampf, ohne jedoch dies weiter zu konkretisieren.
Als Lösung aus dem Dilemma wurde von der chinesischen Führung, und da waren sich Mao, Liu, Deng und Zhou einig, die Abkehr von den zentralistischen Großbetrieben und die Hinwendung zu dezentraler Produktion auf dem Land vorgegeben. Nicht für jede Produktion brauche es teure Maschinen. Mit viel Handarbeit und wenigen Maschinen ließe sich in den Dörfern auch vieles selbst herstellen. Darüber hinaus wisse man nahe am Verbraucher besser, was dringend gebraucht werde, und lange Transportwege würden vermieden. Es wurde deshalb versucht, auf dem Land eine wirtschaftliche Entwicklung bei möglichst geringer materieller Unterstützung von den Zentren in Gang zu bringen. Dies wurde mit der Parole „Die Stadt auf das Land bringen“ ideologisiert.
Um dieses Ziel zu erreichen, musste aus chinesisch-zentralistischer Sicht allerdings der bisherige behördliche und zudem zentralistische Verordnungsweg verlassen werden. Die ländliche Basis sollte lernen, sich primär auf ihre eigenen Kräfte zu verlassen und die bisherig übliche bürokratische Anleitung durch Eigeninitiative von unten zu ersetzen, so die staatliche Denkweise. Damit reagierte die chinesische Führung auf den Missstand wenig entwickelter Kommunikations- und Transportmittel in ihrem Land. Die lokalen Stellen wurden daher angehalten, sich so wenig wie möglich an übergeordnete Stellen zu wenden. Der Leitsatz der berühmten Tachai-Brigade in Shanxi wurde für alle Kommunen als verbindlich erklärt: „Ausrüstungen stellen wir selbst her, Rohstoffe suchen wir uns an Ort und Stelle, die Technik erlernen wir in der Praxis!“ Auf diese Art schien es in der Tat im Jahr 1957 gelungen, für ganze Industrien effektive, billige und vor allem auch den Bauern lokal zugängliche Produktionstechniken zu entwickeln.
Die Experten aus den Städten sollten wiederum die Volkskommunen unterstützen. Durch diese Umstellung sollte auf diese Weise auch die Mammutbürokratie des Zentralismus, die sich über das Land gelegt hatte, wieder zurückgefahren werden. Anstelle der Pekinger Industriebürokratie sollte nunmehr die Initiative der 2000 Kreise, der 80.000 Gemeinden, der 100.000 handwerklichen und der 700.000 landwirtschaftlichen Produktionsgenossenschaften zum Einsatz kommen. Die Vorgaben für diese neuen Initiativen blieben jedoch unklar, was durchaus beabsichtigt war. Es sollte nur eine generelle Richtung aufgezeigt, die Details der Durchführung aber den „Massen“ (wobei auch hier unklar blieb, was „die Massen“ überhaupt bedeuten sollten) überlassen werden.
Diese neue Ausrichtung der Wirtschaftsentwicklung erforderte Aufbauarbeit auf dem Land. Was in der Stadt der „Betrieb“ war, das sollte auf dem Land die „Volkskommune“ werden. Der Aufbau einfacher Industrie und von einfachem Gewerbe sowie der Ausbau der Infrastruktur sollte auf dem Land die Aufgabe der Volkskommunen mit mehreren Tausend Angehörigen sein. Die Bauern, die auf ihren kleinen Parzellen bisher in reiner Handarbeit alles allein erledigten, sollten ihr Land in die Volkskommune einbringen. Die „Volkskommunen“ wiederum sollten die wirtschaftliche Entwicklung, die für das Land nötig war, organisatorisch durch Arbeitsteilung, Mechanisierung und Spezialisierung durchführen. Ihnen wurde einerseits der Weg für organisatorische Experimente freigegeben, sie wurden also mit einer weitgehenden wirtschaftlichen Autonomie ausgestattet, andererseits wurden sie aber auch, anstelle der bisherigen Kommandowirtschaft, in eine Art „sozialistischen Wettbewerb“ geschickt.

## Vorgeschichte

### Beginn der Kollektivierung in der Volksrepublik China

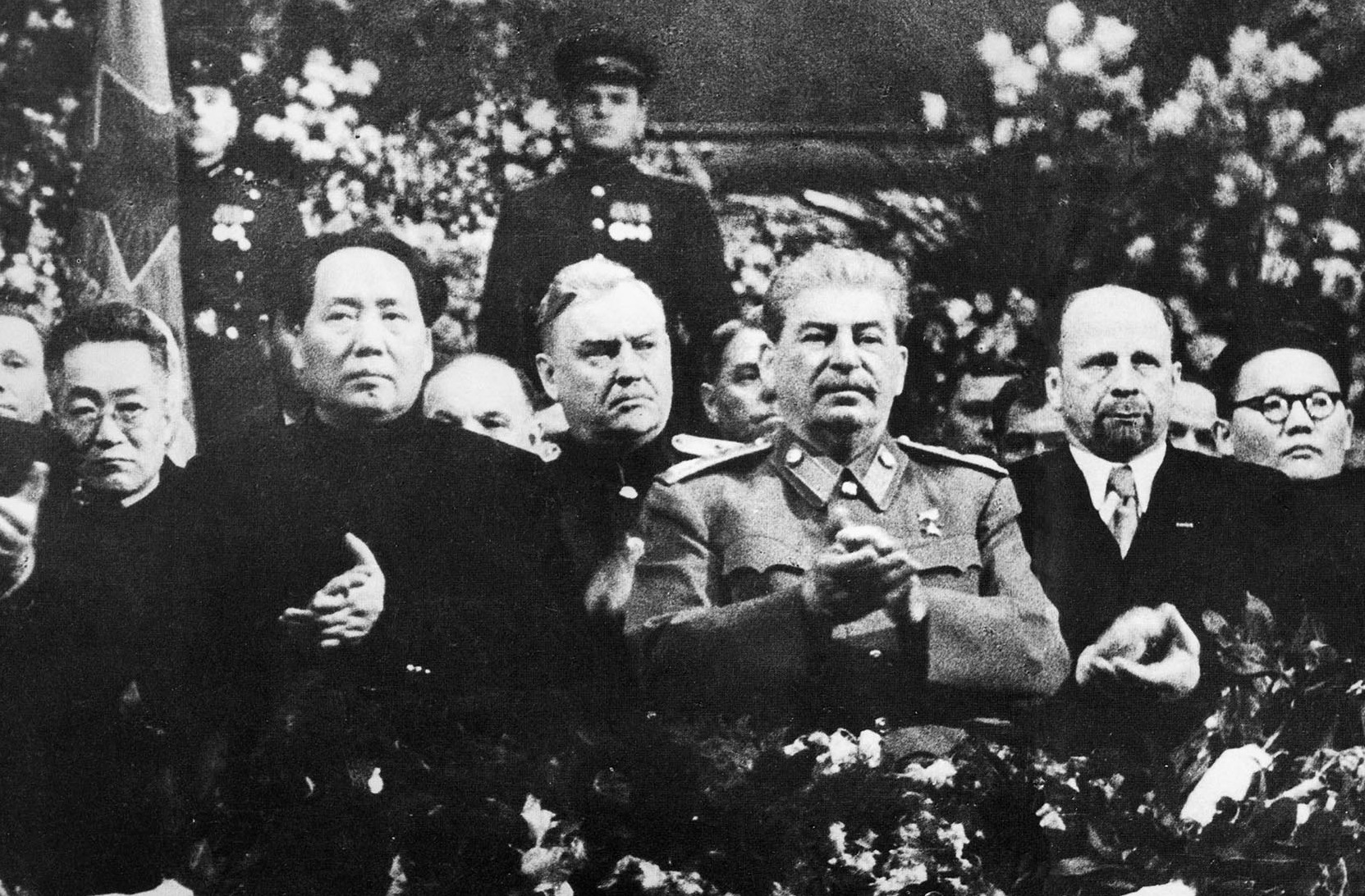
Mao, Stalin und Walter Ulbricht im Jahr 1949

Nach Gründung der Chinesischen Volksrepublik am 1. Oktober 1949 sah die Strategie der „Neuen Demokratie“ ein langfristiges Festhalten an gemischten Wirtschaftsformen vor. Die chinesische Wirtschaft sollte nur allmählich in eine „sozialistische“ umgewandelt werden. Radikalere Mitglieder des Politbüros kritisierten dies schon 1951. Ab 1953 sah die neue Generallinie eine „sozialistische Umwandlung“ der Wirtschaft vor, die sich an Stalins Programm von 1929 orientierte. Unter dem Schlagwort „Von der Sowjetunion lernen!“ wurde das Prinzip der zentralen Planung und Leitung von Produktion, Investition, Verteilung und Konsum aufgenommen. Zeitgleich mit der Beendigung des Koreakriegs wurde im Jahr 1953 nach sowjetischem Muster der erste Fünfjahresplan verabschiedet. Parallel kam es zur Bildung einer neuen Herrschaftselite: Während für die Nationalregierung 1948 etwa zwei Millionen Funktionäre arbeiteten, verfügte der kommunistische Staats- und Parteiapparat 1958 über acht Millionen Kader.
Bereits vor der offiziellen Gründung der Volksrepublik China waren Landreformen eingeleitet worden, eine Kollektivierung von Land hatte jedoch nicht stattgefunden, auch wenn die KPCh mit Flugblättern und Pamphleten für die Vorteile einer solchen Kollektivierung warb. Mao war grundsätzlich der Ansicht, dass größere Produktionseinheiten automatisch zu einer höheren Mechanisierung und damit zu höheren Erträgen führen würde. Andere, moderatere Parteimitglieder wie etwa Liu Shaoqi waren dagegen der Ansicht, dass eine weitgehende Kollektivierung erst dann sinnvoll sei, wenn China über eine ausreichende Zahl an Landmaschinen verfüge. China besaß zu diesem Zeitpunkt noch keine eigene Industrie zur Fabrikation von Landmaschinen, die erste Traktorenfabrik begann erst im Jahr 1958 zu produzieren. Von 1952 bis 1957 wurde die Kollektivierung der Landwirtschaft mit wechselnder Intensität vorangetrieben, dabei setzte sich Mao Zedong mit seinem Wunsch nach einer weitreichenden und schnellen Kollektivierung gegenüber moderateren Mitgliedern im Politbüro durch.
Die erste landwirtschaftliche Kollektivierungswelle begann im Jahr 1952 und sah Zusammenschlüsse von jeweils sechs bis neun Haushalten vor. Die zweite Phase begann 1955 und wurde später die „niedrige Kollektivierung“ genannt. Gewöhnlich bildeten die Familien eines Dorfes dabei eine große Kooperative. Die Bauern verloren noch nicht ihren Landbesitz, wurden aber gezwungen, Zugtiere, Geräte und Saatgut gemeinsam zu nutzen, unter Leitung eines Kaders in kleinen Gruppen die Felder zu bestellen und die Erträge zu teilen. Für diejenigen, die von den Landreformen profitiert hatten, war dies wirtschaftlich wenig reizvoll. Wer Zugtiere besaß, schlachtete sie und verkaufte das Fleisch, weil dies gewinnbringender war, als das Zugtier der Kooperative zur Verfügung zu stellen. Der Beitritt zur Kooperative war theoretisch freiwillig, er wurde aber häufig erzwungen, indem die zum Zusammenschluss vorgesehenen Familien zu einem Treffen zusammengerufen wurden und dieses nicht verlassen durften, bis sie zustimmten, sich der Kooperative anzuschließen. Als Bauern 1955 kurzzeitig die Möglichkeit hatten, aus den Kooperativen wieder auszutreten, war die Parteiführung in Peking überrascht über die große Zahl von Bauern, die von dieser Möglichkeit Gebrauch machten. Die ersten Kollektivierungsbestrebungen führten auf Grund größerer Parzellen und intensiverer Nutzung von landwirtschaftlichen Geräten zu höheren landwirtschaftlichen Erträgen. Es gab in der ländlichen Bevölkerung jedoch weitreichenden Widerstand, der sich gelegentlich in lokalen Aufständen äußerte. Nachdem mit Maos Zustimmung die weiteren Kollektivierungsbemühungen im Januar 1955 deswegen vorübergehend ausgesetzt worden waren, wurden sie ab April 1955 wieder intensiviert. Mao war nach einer Reise durch die südlichen Provinzen zu dem Schluss gekommen, dass Berichte über Widerstand in der Bevölkerung übertrieben seien. Er selbst nannte als Ziel, dass gegen Ende des Jahres 1957 50 Prozent der ländlichen Bevölkerung einem Kollektiv angehören sollte. Auf Provinz- und Kreisebene wurde die Kollektivierung deutlich schneller vorangetrieben als von Mao vorgegeben. Im Frühjahr 1956 waren 92 Prozent der ländlichen Haushalte Kollektiven angeschlossen, während es zu Beginn des Jahres 1955 nur 14 Prozent waren. Im Dezember 1956 bewirtschaftete nur noch drei Prozent der ländlichen Bevölkerung ihr Land individuell. In der letzten Kollektivierungsphase wurden Bauern zunehmend nicht mehr für Besitz entschädigt, den sie in die Kollektive eingebracht hatten, sondern nur noch für die Arbeit bezahlt, die sie leisteten. Während der Kollektivierung auf dem Lande kam es zu einer Binnenmigration, bei der Millionen in die Städte zogen. Im Jahr 1956 wurden in China Inlandspässe eingeführt, die diese ungesteuerte Binnenmigration weitgehend verhindern sollten. Bauern war es damit nicht mehr möglich, während der Wintermonate außerhalb ihrer Region Lohnarbeit anzunehmen, Märkte aufzusuchen oder bei Nahrungsengpässen in Regionen mit ausreichenden Ernten abzuwandern. Die Kollektivierung des Industrie- und Dienstleistungssektors, die beide im Vergleich zum Agrarsektor sehr viel kleiner waren, begann nach dem weitgehenden Abschluss der landwirtschaftlichen Kollektivierung und verlief sehr schnell. Sie war bereits im Januar 1956 in allen größeren Städten abgeschlossen.
Während der „niedrigen Kollektivierung“ mussten die Bauern eine vorgegebene Menge Getreide an die Regierung zu einem festgesetzten Preis verkaufen, der darüber hinaus erwirtschaftete Rest konnte auf dem freien Markt verkauft werden. Nach Ansicht sowjetischer Wirtschaftsexperten war eine Industrialisierung der Volksrepublik nur über eine Besteuerung des Agrarsektors zu finanzieren. Beispiel dafür war nicht nur die wirtschaftliche Entwicklung der Sowjetunion, sondern auch Japan, wo 60 Prozent der für die Industrialisierung nötigen Finanzmittel über eine Besteuerung des Agrarsektors erhoben wurden. Die Schaffung eines staatlichen Getreidemonopols war die einfachste Weise, die Finanzierung der Industrialisierung sicherzustellen. Etwa fünf Prozent des Landes durfte von den Familien als private Parzellen bewirtschaftet werden, was dazu führte, dass sich die Familien vorrangig um diese Parzellen kümmerten. Ein unverhältnismäßig großer Teil der landwirtschaftlichen Produktionsmenge wurde auf diesen Parzellen erwirtschaftet. Geschätzt wird, dass 83 % des Geflügels und der Schweine auf diesen Parzellen großgezogen wurden.

### Die Hundert-Blumen-Bewegung
Auf dem XX. Parteitag der KPdSU im Februar 1956 kritisierte Chruschtschow in seiner Geheimrede am 25. Februar den Personenkult um Stalin und die damit verbundenen Verbrechen.
Die sowjetische Führung leitete in der Folge die sogenannte Entstalinisierung ein, eine grundlegende Wende in der Gesellschafts- und Wirtschaftspolitik. Mao sah sich durch Chruschtschows Rede in seiner eigenen Autorität angegriffen, da Kritik an Stalin auch eine Kritik an ihm zulässig machte. Tatsächlich wurde auf dem 8. Parteikongress der KPCh in Peking das Prinzip einer kollektiven Führung betont und Personenkult abgelehnt. Auch das maoistische Prinzip der „stürmischen Massenbewegungen“ wurde auf diesem Parteikongress kritisiert. In Abkehr von Maos Strategie sollte die Umgestaltung der chinesischen Gesellschaft und Wirtschaft nunmehr langsamer verlaufen. Moderate Parteikreise, zu deren führenden Vertretern Zhou Enlai, Bo Yibo und Chen Yun zählten, setzten sich für eine behutsamere Entwicklung sowie kleinere landwirtschaftliche Kollektive ein und wollten einen begrenzten freien Markt zulassen.
In einer Rede vor einer Gruppe von Parteiführern im Mai 1956 forderte Mao erstmals, nicht allein der Partei das Meinungsmonopol zu überlassen und wiederholte diese Forderung am 27. Februar 1957 auf einer Staatskonferenz mit seiner Ansprache Über die Frage der richtigen Behandlung der Widersprüche im Volke. Die Rede wurde nicht im Wortlaut veröffentlicht, aber gegen Ende April 1957 machten chinesische Medien deutlich, dass konstruktiv-kritische Äußerungen erwünscht seien. Die Kritik, die während der sogenannten Hundert-Blumen-Bewegung im Frühjahr 1957 vorgebracht wurde, richtete sich vor allem gegen Ignoranz und Überheblichkeit von Parteifunktionären, gegen die starke Orientierung am sowjetischen Vorbild und das Machtmonopol der kommunistischen Partei. Die Hundert-Blumen-Bewegung wurde im Juni 1957 von Mao abrupt beendet und Deng Xiaoping damit beauftragt, in einer sogenannten Anti-Rechts-Kampagne den Kampf gegen Feinde des Staates aufzunehmen. Historiker nennen voneinander abweichende Zahlen an Personen, die in den folgenden Monaten wegen ihrer zuvor geäußerten Kritik verurteilt wurden. Sabine Dabringhaus spricht von mehr als 400.000 Menschen, die den Verfolgungen zum Opfer fielen und in Arbeitslagern und Gefängnissen verschwanden. Der Mao-Biograph Philip Short nennt die Zahl von 520.000 Personen, die zur „Umerziehung durch Arbeit“ verurteilt und in Arbeitslager in entlegene Landesteile geschickt wurden. Dabei handelte es sich zu einem großen Teil um Wissenschaftler, Intellektuelle und Studenten. Als Rechtsabweichler wurden auch mehrere zuvor einflussreiche chinesische Politiker wie Pan Fusheng und Zhang Bojun verurteilt, die sich gegen die Agrarreformen und die Zwangskollektivierung gewandt hatten.
Es ist unter Historikern strittig, ob das abrupte Ende der Hundert-Blumen-Bewegung eine Reaktion auf die unvermutet deutliche Kritik war oder ob die Aufforderung zu Kritik ein gezieltes Manöver Maos war, um Kritiker ausfindig und dann mundtot zu machen. Die Anti-Rechts-Bewegung, die sich in den nächsten Jahren mit unterschiedlicher Intensität fortsetzte, schuf jedoch eine Atmosphäre, in der nur wenige es wagten, Kritik am politischen und wirtschaftlichen Kurs der Regierung zu üben.
Mit Unterstützung von Liu Shaoqi, dem Vorsitzenden des Nationalen Volkskongresses, rief Mao im Herbst 1957 zu einer neuen Wirtschaftskampagne auf, dem „Großen Sprung nach vorn“. Eine heute als „Kleiner Sprung nach vorne“ bezeichnete Kampagne war zwar 1956 abgebrochen worden, nachdem die von den lokalen Kadern gesetzten, zu hohen Produktionsziele zu Widerstand unter der ländlichen Bevölkerung und Streiks bei Arbeitern geführt hatten. Der erneute Aufruf zu einer solchen Kampagne traf jetzt aber auf wenig Widerstand. Als Chruschtschow kurz nach den Feierlichkeiten zum 40. Jahrestag der Oktoberrevolution vor einem internationalen Publikum verkündete, die Sowjetunion werde in fünfzehn Jahren das Produktionsniveau der USA überholt haben, antwortete der als Staatsgast anwesende Mao, dass China im selben Zeitraum das Produktionsniveau Großbritanniens, damals noch eine bedeutende Industriemacht, erreicht haben werde. Von seiner Rückkehr aus Moskau bis in den April 1958 bereiste Mao die chinesischen Provinzen, um in Treffen mit der lokalen Parteiführung für den Großen Sprung nach vorn zu werben.

## Der Plan für den Großen Sprung nach vorn
Die Entwicklung der Agrarindustrie war ein Schwerpunkt des Großen Sprungs. Auf dem Plenum des Zentralkomitees der Kommunistischen Partei am 10. Dezember 1958 wurde dies so formuliert: „Der gegenwärtige Engpass im Güterangebot auf dem Land sowie in der landwirtschaftlichen Produktion kann nur durch die Entwicklung von Industrie in den Kommunen im großen Stil überwunden werden … Die Kommunen müssen in großem Stil ländliche Industrie entwickeln und schrittweise einen beträchtlichen Anteil an Arbeitskraft von der Landwirtschaft zur Industrie umleiten, um Werkzeuge sowohl für die Landwirtschaft als auch für die Produktion von Maschinen herzustellen.“ Als Ziel wurde vorgegeben, dass jede Kommune 80 bis 90 Prozent der Industrieprodukte, die sie benötigte, selbst herstellen sollte. Als wichtigstes Element für diese Entwicklung galt die Mobilisierung der Massen der Bauern und die Freistellung von Arbeitskräften von der Landwirtschaft zum Aufbau der Wirtschaft.
Wesentliche Elemente des Großen Sprungs waren:
Dezentralisierung der Verwaltung
Der Staat wurde in sieben Regionen aufgeteilt. Jede Region war angewiesen in großem Maßstab Industrie- und Wirtschaftszentren aufzubauen. Die bisher vom Industrieministerium zentral geführten Unternehmen wurden den lokalen Verwaltungen zugeordnet. Im September 1958 wurde festgelegt, dass auch große Bauprojekte von den lokalen Behörden untersucht und beschlossen werden können. Die Entwicklung der finanzpolitischen Zentralisierung wird in Tabelle 5 dargestellt.
Die Regierung soll die Volkskommunen unterstützen.
Die Regierung beschließt, wie viele Fabriken jede Kommune mindestens haben muss. Diese Fabriken können für Landwirtschaftsgeräte, Stromproduktion, chemischen Dünger, Speiseöl, Baustoffe, Kohlegruben oder anderes ausgelegt sein. Bei Bedarf sollen die Regierung und die städtischen Staatsunternehmen die ländlichen Volkskommunen beim Aufbau eigener Fabriken unterstützen. In der ersten Hälfte des Jahres 1960 werden zur fachlichen Unterstützung über 500.000 Handwerker und Händler aus den Städten auf das Land zwangsversetzt.
Die Wirtschaft wird bei den Volkskommunen zusammengefasst.
Die ländlichen Kooperativen, Handwerks- und Industriebetriebe werden den Volkskommunen zugeordnet. Im Jahr 1958 wurde es generell verboten, außerhalb der Organisation der Volkskommunen geschäftlich tätig zu sein. Die ländliche Nebenproduktion einschließlich privat genutzten Flächen und Viehzucht wird den Kommunen übertragen. Ab Februar 1959 wurde die Zuständigkeit für Kleinindustrie und Gewerbe von den Volkskommunen zu den Produktionsbrigaden heruntergestuft.
Die Volkskommune wird für das soziale Leben zuständig
Für eine weitreichende soziale Infrastruktur wird die Volkskommune zuständig. Am 10. Dezember 1959 führte das Politbüro folgende soziale Aufgaben der Volkskommune an: Wohnungsbau, Gemeinschaftskantinen, Kinderkrippen, Kindergärten, Altenheime, Warenhäuser, Postämter, Krankenhäuser, Erholungszentren, Filmtheater, öffentliche Bäder, öffentliche Toiletten. Die Regierung möchte das Prinzip der Produktionseinheiten in den Betrieben, den Danweis, auf die ländliche Produktion ausdehnen.
Eine Bewässerungskampagne soll für zusätzliche Ernteerträge sorgen
In China herrschte auch in den 50er Jahren Lebensmittelknappheit, obwohl die gesamte bebaubare Ackerfläche des Landes bereits genutzt wurde. Um die Getreideproduktion zu steigern, wurde seit Beginn der Machtübernahme der Kommunisten daran gearbeitet, die Bewässerung der Felder auszubauen. Beim Großen Sprung sollte dies nun massiv beschleunigt werden. Der Ausbau der Bewässerung der Felder wird in Tabelle 1 gezeigt.
Ab Ende 1957 wurde eine Kampagne zur Bewässerung der Felder durchgeführt. Am 29. August 1958 meldete das Zentralkomitee dazu: „Seit letztem Winter wurden die bewässerten Flächen um 450 Millionen Morgen ausgeweitet. Nimmt man die 970 Millionen Morgen bewässerte Flächen hinzu, so sind inzwischen 57 % des chinesischen Ackerlandes bewässert, dies ist mehr als ein Drittel der weltweit bewässerten Fläche. Wenn wir noch zwei Jahre weiter hart arbeiten, dann können wir die gesamte chinesische Ackerfläche bewässern.“
Eine Bildungskampagne gegen den Analphabetismus wird eingeleitet
Auf dem Land waren immer noch die große Mehrheit der Bevölkerung Analphabeten. Auch dies sollte sich nun schnell ändern. Jede Volkskommune wurde aufgefordert, den Kindern den Schulbesuch und den Erwachsenen Abendkurse zu ermöglichen. Zusätzlich zu den Grundschulen sollten Mittelschulen eingerichtet werden. Innerhalb von zwölf Jahren sollte das Analphabetentum auf dem Land ausgemerzt sein. Höhere Schulbildung sollte auch auf dem Land möglich gemacht werden.
Die Kampagne zur Erhöhung der Stahlproduktion wird gestartet
Die Stahlproduktion galt neben der Getreideproduktion für die chinesische Führung als „Hauptkettenglied“ für die wirtschaftliche Entwicklung des Landes und die Erhöhung der Stahlproduktion galt deshalb als ein entscheidendes Element für den Erfolg des Großen Sprungs. Zur Erhöhung der Stahlproduktion sollten überall auf dem Land kleine, einfache „Hinterhofhochöfen“ aufgebaut werden, die von den Bauern selbst gebaut und bedient werden sollten.
Als typischer Hinterhofhochofen war ein aus Ziegelsteinen oder Lehm gebauter und drei bis vier Meter hoher Hochofen geplant. Von oben wurde Kohle und Erz hineingeschüttet und von unten Druckluft hineingeblasen. Basierend auf traditionellen Methoden konnten diese Hochöfen, richtig gebaut und betrieben, allerdings zum doppelten Preis des Einsatzes eines modernen Hochofens, durchaus Stahl erzeugen. Auch hier lag der Ansatz der Dezentralisierung und des Subsidiaritätsprinzips zugrunde: Es sei besser, man erzeugt mit einer teureren Methode lokal eigenen Stahl, den die eigenen Schmiede dann weiterverarbeiten, als dass man auf den Stahl weit entfernter Kombinate wartet, die ohnehin nur viel zu wenig Stahl produzieren können.
Mit Hilfe dieser neuen Hochöfen sollte die Stahlproduktion 1958 verdoppelt werden.
Der Ausbau der ländlichen Infrastruktur wird beschleunigt
Neben der Bewässerung sollte auch die übrige für die Wirtschaft notwendige Infrastruktur ausgebaut werden. Dies galt für die Bahn, Straßen, Telefonie, Elektrizität, Deiche, Dämme und anderes. Die dazu benötigten Arbeitskräfte sollten durch Effizienzsteigerung in den Volkskommunen durch Spezialisierung und Mechanisierung in der Landwirtschaft freigesetzt werden.

## Umsetzung 1957 und 1958
Die Hinwendung der chinesischen Wirtschaft zum kapitalintensiven, industriell orientierten Sowjetmodell hatte es mit sich gebracht, dass die Arbeiter in jeder Hinsicht vor den Bauern bevorzugt waren. Daraus folgte eine ständige Landflucht, ein Anwachsen der Stadtbevölkerung mit gleichzeitiger tendenzieller Entstehung von Elendsvierteln verarmter Stadtbewohner. Hierauf wurden ab Beginn des Jahres 1957 Schulabsolventen, die in der Stadt keine Arbeit fanden, auf das Land geschickt. Dies wurde im Jahr 1958 verstärkt durchgeführt. Schüler, Lehrer und Verwaltungsbeamte wurden zwangsweise aufs Land geschickt. Ziel war eine gründliche Verkleinerung des „unproduktiven Sektors“ in den Städten und damit eine Entlastung der Bauern.
Im September 1957 erließ das Zentralkomitee eine Direktive zur Einführung einer Bewässerungskampagne mit dem Ziel, die wasserwirtschaftliche Infrastruktur durchgreifend zu verbessern.
Bald zeigte sich, dass die Landwirtschaftlichen Produktionsgenossenschaften (LPGs) zu klein waren, um die an sie gestellten Aufgaben zu erfüllen. Immer mehr Einheiten sahen sich gezwungen, ihre Arbeitsbrigaden zusammenzulegen und von Dorf zu Dorf zu verschieben. Auf mehreren Konferenzen im Dezember 1957 und Januar 1958 wurde beschlossen, die LPGs zu vergrößern, und es wurden Spielräume für Experimente freigegeben. Als die Kader im Frühjahr 1958 gleichzeitig sowohl die Frühjahrsbepflanzung wie auch die Bewässerungsarbeiten durchführen mussten, gingen sie dazu über, die Arbeit innerhalb der LPGs aufzuteilen und durch spezialisierte Brigaden ausführen zu lassen. Damit war eine der Grundfunktionen der späteren Volkskommune geschaffen.
Schrittweise wurden im Jahr 1958 wichtige Planungs- und Führungsaufgaben vom Kreis an die LPG delegiert und ihr auch die Verfügungsgewalt über alle ländlichen Maschinen übertragen. Die Pekinger Führung machte sich ab Juni 1958 auf ausgedehnte Inspektionsreisen in die Provinz, um die neuen arbeitsteilig durchstrukturierten Basiseinheiten zu studieren. Die Mehrzahl war überzeugt, dass hier ein bedeutender Fortschritt erzielt worden sei. Die Peitaho-Konferenz, die vom 17. bis 30. August 1958 tagte, bestimmte dann die Volkskommune als organisatorische Grundlage der Großen-Sprung-Politik. Die Erwartungen in die wirtschaftliche Entwicklung der nächsten Jahre waren gewaltig, in einigen Sparten sollte die Wirtschaft sich im Jahr 1959 mehr als verdoppeln. Dies ist in Tabelle 7 dargestellt.
Im August und September breitete sich in der Partei ein Optimismus aus, der sich teilweise bis zur Euphorie steigerte. Gestärkt wurde der Optimismus durch die angekündigte überragende Getreideernte. Die erwarteten 375 Mio. t hätten eine Verdopplung der bisherigen Rekordernte ergeben. Dies erschien als eine feste Grundlage, um auch in Industrie und Infrastrukturprojekten einen Sprung nach vorne wagen zu können.
Bereits auf dem Chengchow-Treffen vom 2. bis 10. November 1958 hatte sich die Stimmung wieder eingetrübt. Es häuften sich Berichte, dass Kader weit überzogen gehandelt hätten, teilweise sei sogar das Geld abgeschafft worden. Die Arbeitsmoral der Bauern sei erheblich beschädigt worden. Auf dem Wuchang-Treffen vom 21. bis 27. November und auf dem sechsten Plenum des Zentralkomitees vom 28. November bis 10. Dezember wurden die ersten Konsequenzen gezogen. Zunächst wurden die Planziele drastisch reduziert und es wurde angekündigt, von nun an die Statistiken, die gemeldet würden, genau zu überprüfen. Des Weiteren werde der Staat von nun an mehr Finanz- und Verwaltungskontrolle über die Projekte der Volkskommunen ausüben. Aktionen übereifriger Kader wie die Abschaffung der Leistungsprämien wurden als Linksextremismus und „kleinbürgerliche Gleichmacherei“ verurteilt. Mao selbst gab bekannt, dass er im nächsten Jahr nicht mehr als Staatspräsident kandidieren und den Platz für Liu freimachen würde. Von diesem Plenum an verschwand Mao immer mehr von der tagespolitischen Bühne.

### Wirtschaftssteuerung
Für den Großen Sprung nach vorn wurde ein neues System der Staatsverwaltung eingeführt. Es wurde als das System der „Zwei Dezentralisierungen, der drei Zentralisierungen und der einen Verantwortung“ bezeichnet. Dies bedeutete: Dezentralisierter Gebrauch der Arbeitskraft und lokaler Investitionen. Zentrale Kontrolle über politische Entscheidungen sowie Planung und Verwaltung der natürlichen Ressourcen. Eine Verantwortung jeder Basiseinheit gegenüber der sie beaufsichtigenden Einheit.
Das Ziel war eine weitgehende Autarkie der unteren Parteiebenen. Die höheren Parteiebenen sollten für die Zielvorgaben und für die Kontrolle zuständig sein. Erfolge wurden an wenigen Kennziffern wie Tonnen Stahl oder Eisen, Getreide, Weizen und Reis gemessen und eine Erfüllung beziehungsweise Übererfüllung der vorgegebenen Ziele mit Parteitreue gleichgesetzt. Eine Überprüfung der gemeldeten Zahlen erfolgte nicht. Ab 1957 wurde die chinesische Bevölkerung aufgerufen, sich in Massenkampagnen an Wasserbaumaßnahmen zu beteiligen. Dem folgten im Frühjahr und Sommer 1958 Kampagnen zur Steigerung der landwirtschaftlichen Erträge, während gleichzeitig landesweit 25.000 Volkskommunen eingerichtet wurden. Als letzte große Kampagne des Jahres 1958 sollte die Eisen- und Stahlproduktion erhöht werden.
Bo Yibo führte auf einem Treffen in Nanning im Januar 1958 das Prinzip der doppelten Planung ein. Auf nationaler Ebene wurde ein Ziel von Produktionsdaten festgelegt, das erreicht werden musste. Ein zweiter Plan mit höheren Zahlen nannte die gewünschte Zielerreichung. Dieser zweite Plan wurde an die Provinzen weitergegeben und war von diesen mit allen Mitteln umzusetzen. Von den Provinzen wurde gleichfalls eine Planung erwartet, die den Landkreisen ihre jeweilige Produktion vorgab und die in der Summe höher als die von der Zentrale vorgegebenen Zahlen waren. Da die nationalen Ziele auf Parteitreffen in verhältnismäßig kurzen Abständen immer wieder höher gesetzt wurden, führte dies in der Summe zu einer inflationären Zielsetzung bis auf Dorfebene hinab. Widerspruch gegenüber dieser Zielsetzung war auf allen Ebenen mit dem Risiko verbunden, als Rechtsabweichler verurteilt zu werden.
Mao hatte in Nanning den Parteimitgliedern außerdem als Direktive vorgegeben, sich auf Provinz-, Stadt-, Landkreis-, Kommunal- und sogar auf persönlicher Ebene mit den anderen zu messen. Gute Leistungen wurden mit einer roten Fahne ausgezeichnet, mäßige Ergebnisse dagegen mit einer grauen und wer gegenüber den anderen zurückblieb, erhielt eine weiße Fahne als Strafe. In ganz China löste dies einen Wettbewerb um die Zielerfüllung aus. Sich ein hohes Ziel zu setzen, wurde „einen Sputnik abfeuern“ genannt und trug seinen Namen nach dem ersten künstlichen Erdsatelliten, der von der Sowjetunion abgefeuert worden war. „Einen Sputnik abzufeuern“, sich „der Partei in ihrem Kampf anzuschließen“ oder für „einige wenige Tage und Nächte hart zu arbeiten“, war einer der Wege, eine rote Flagge zu erhalten.

### Einzelne Initiativen des Großen Sprungs nach vorn

#### Wasserbau
Der Begriff „Großer Sprung nach vorn“ wurde im Herbst 1957 erstmals öffentlich im Zusammenhang mit einem Aufruf zum Bau von Staudämmen und Bewässerungsanlagen verwendet. Diese Wasserbaumaßnahmen galten als wesentliche Bedingung für eine landwirtschaftliche Produktionssteigerung. Bereits im Oktober 1957 waren mehr als 30 Millionen Menschen rekrutiert, die an solchen Maßnahmen teilnahmen. Mehr als 580 Millionen Kubikmeter Stein und Erde wurden bis Ende des Jahres bewegt. In dem Eifer, entsprechend den Parteivorgaben solche Maßnahmen umzusetzen wurde bei vielen Maßnahmen der Rat von Hydrologen ignoriert und die Arbeiten mangelhaft ausgeführt.

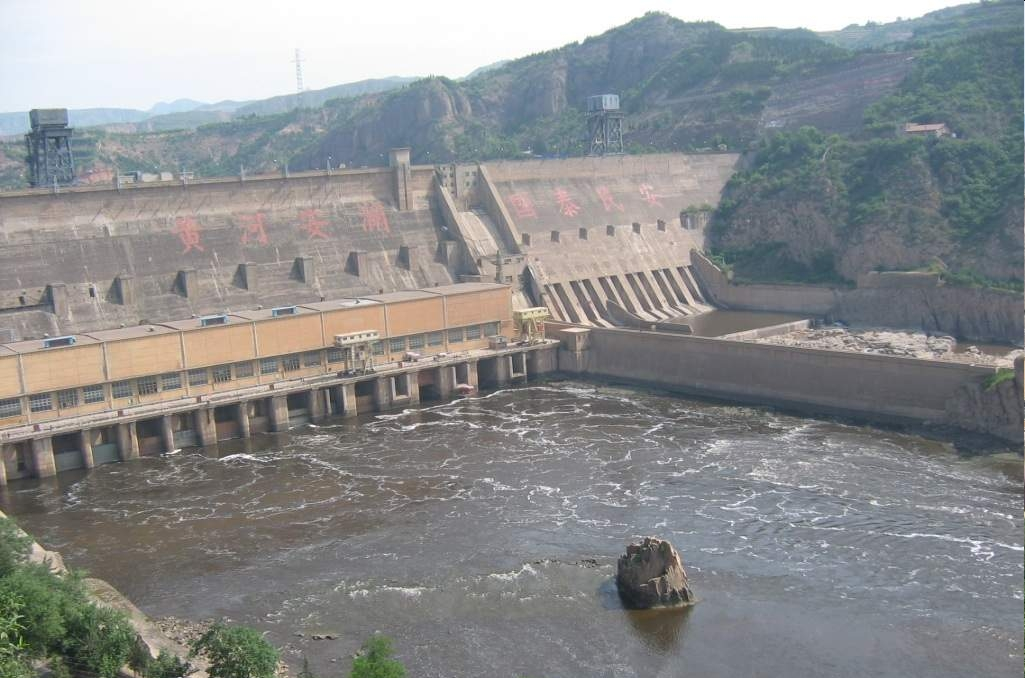
Sanmenxia-Talsperre, 1960 fertiggestellt, Foto von 2007

Zu den prestigereichsten Großprojekten des Großen Sprung zählte unter anderem die Sanmenxia-Talsperre am Gelben Fluss, die bereits vor dem Beginn des „Großen Sprungs nach vorn“ mit Hilfe sowjetischer Berater geplant worden war. Das Projekt wurde unter anderem von dem in den USA ausgebildeten Hydrologen Huang Wanli kritisiert, der darauf hinwies, dass der Gelbe Fluss den Stauraum sehr schnell mit Sediment füllen würde. Mao selbst beschuldigte daraufhin in einem im Juni 1957 erschienen Leitartikel der Renmin Ribao Huang Wanli der Parteischädigung, der Förderung einer bourgeoisen Demokratie und Bewunderung fremder Kulturen. In der Tat lagerte sich schnell viel Sediment im Stausee ab. Erst durch den Einbau zusätzlicher Öffnungen zum Spülen des Stausees während der Regenzeit wurde das Problem behoben. In der Provinz Gansu wurden im Februar 1958 führende Parteimitglieder als Rechtsabweichler angeklagt und von der Partei ausgeschlossen, weil sie unter anderem Zweifel an der Geschwindigkeit und dem Ausmaß der Wasserbaumaßnahmen geäußert hatten. Sie hatten darauf hingewiesen, dass pro 50.000 Hektar bewässertem Land hunderte von Dorfbewohnern während der Bauarbeiten ihr Leben ließen.
Prägend für die Forcierung der Volkskommunen war ein Bewässerungsprojekt in dem ariden Landkreis Xushui, rund 100 Kilometer südlich von Peking. Der lokale Parteiführer Zhang Guozhang hatte bereits Mitte 1957 in dem Landkreis, in dem rund 300.000 Menschen lebten, 100.000 Menschen dazu verpflichtet, an einem großen Bewässerungsprojekt mitzuarbeiten. Die Bauern waren militärähnlich in Brigaden, Kompanien und Züge eingeteilt, lebten fernab von ihren Dörfern in Baracken und erhielten ihr Essen in Gemeinschaftskantinen. Jede Brigade war für sieben Hektar Land verantwortlich, das in zwei Jahren einen Ertrag von 50 Tonnen abwerfen sollte. Auf Maos Anregungen erschienen bis zum 1. Juli 1958 in zwei großen chinesischen Zeitungen Artikel über die Erfolge in Xushui, die überwiegend auf die gewählte, militärähnliche Organisationsform zurückgeführt wurden.
Bei den Wasserbauprojekten gab es die gleichen Schwachstellen wie in vielen anderen Bereichen des Großen Sprungs. Erstens wurde der Schwerpunkt auf die vorzeigbare Menge gelegt, die Qualität war oft mangelhaft und es musste nachgebessert werden und zweitens wurde die Wartung bestehender Anlagen zugunsten des Baus neuer Anlagen häufig vernachlässigt. Trotzdem, die Bilanz konnte sich sehen lassen, der Anteil der bewässerten Felder stieg von 1957 bis 1962 von 25 % auf 31 % (siehe Tabelle 1).

#### Einführung der Volkskommunen
Zum Zeitpunkt des Großen Sprungs nach vorn lebten etwa achtzig Prozent der chinesischen Bevölkerung auf dem Land. Volkskommunen wurden nur auf dem Land eingerichtet, da Versuche, städtische Kommunen einzurichten, bereits 1958 wegen Erfolglosigkeit abgebrochen worden waren.
Die erste Volkskommune wurde im April 1958 im Kreis Suiping der Provinz Henan eingerichtet. Im August 1958, nachdem Mao während einer Reise durch die Provinzen die Vorzüge von Volkskommunen gepriesen hatte, wurde ihre flächendeckende Errichtung auf dem Land beschlossen und innerhalb von einem Monat durchgeführt. Im Jahr 1959 erwirtschafteten die Kommunen bereits 93 Prozent der landwirtschaftlichen Produktion. Die Kommunen sollten, anders als die bisherigen Kollektive, für alles zuständig sein. Mao pries sie als Mittel, Frauen von den Lasten des Haushalts zu befreien. Die Betreuung von Kindern und Alten sollte gemeinschaftlich erfolgen, die Versorgung mit Essen kommunale Großküchen übernehmen. Jedes Kommunenmitglied unterlag einer strengen Reglementierung und Militarisierung. Etwa 25.000 Kommunen mit je etwa 5.000 Haushalten wurden bis Ende des Jahres 1958 eingerichtet. Einer durchschnittlichen Volkskommune gehörten damit zwischen 20.000 und 30.000 Menschen an. Es gab jedoch auch Volkskommunen mit über 100.000 Mitgliedern. Der Beitritt war zwingend, abgesehen von den Häusern ging jeglicher Besitz in die Kommunen über. Wie bereits während der ersten Kollektivierungswelle reagierten viele Bauern darauf mit dem Schlachten ihres noch in ihrem Besitz befindlichen Viehs. Geschätzt wird, dass zwischen 1957 und 1958 der Viehbestand in der Volksrepublik China etwa um die Hälfte sank.
Löhne wurden abgeschafft. Mitglieder einer Produktionseinheit erhielten stattdessen Arbeitspunkte, die sich aus der durchschnittlichen Leistung des Teams, der ausgeführten Arbeit, dem Alter und dem Geschlecht errechneten. Am Ende eines Jahres wurde das Nettoeinkommen jedes Teams zunächst entsprechend den jeweiligen Bedürfnissen aufgeteilt. Ein dann eventuell noch verbleibender Rest wurde nach den erzielten Arbeitspunkten verteilt. Da selten ein solcher Überschuss bestand, waren Arbeitspunkte immer weniger wert. In Jiangning entsprach der durchschnittliche Verdienst eines Arbeiters im Jahr 1957 1,05 Yuan. Ein Jahr später war er nur noch 0,28 Yuan und 1959 0,16 Yuan wert. Frank Dikötter nennt das Beispiel eines Arbeiters, der 1958 4,50 Yuan verdiente, was dem Gegenwert einer Hose entsprach. Die gemeinschaftliche Verpflegung durch die kommunalen Großküchen gab den Kadern auf Grund ihrer Verfügungsgewalt über die Lebensmittel ein Instrument gegen die Bauern in die Hand. Eine Kürzung oder gar vollständige Streichung der Essensrationen war in vielen Regionen die übliche Strafe für Personen, die nicht mitarbeiteten, zu wenig arbeiteten, zu spät kamen, ihren Führern nicht gehorchten, private Versorgung organisierten oder Getreide stahlen.
Bereits auf dem Chengchow-Treffen und dem Sechsten Plenum des ZK, beide im November 1958, wurde festgestellt, dass viele Kader überzogen gehandelt hätten, mit teilweise katastrophalen Folgen für die bäuerliche Arbeitsmoral. Das Sechste Plenum verabschiedete eine Resolution, in der alle Versuche, die sozialistische Stufe überspringen zu wollen, als Linksextremismus verurteilt wurden. Auf der zweiten Chengdow-Konferenz vom 27. Februar bis 10. März 1959 hielt Mao drei Grundsatzreden. Mao betonte, dass die Kommunalisierung zu weit gegangen sei, dass die Massen trotz der guten Ernte geneigt seien, Ernte zurückzuhalten und dass der schädliche Übereifer ultralinker Kader anhalte. Um diesem fachfremden Übereifer der Kader zu begegnen, wurde beschlossen, wesentliche Kompetenzen von der Kommune weg zu der darunter liegenden Arbeitsbrigade, teilweise sogar zu der Arbeitsgruppe, der untersten Arbeitseinheit, zu verlagern. Die Sanhua-Arabesken, also die Vergesellschaftung des bäuerlichen Lebens durch zwangsweises Kantinenessen, Kinder- und Altenbetreuung durch die Volkskommune und anderes, wurde wieder abgeschafft.

#### Landwirtschaft
Ein Grundanliegen des Großen Sprungs war die Stärkung des ländlichen Raums. Die Bevorzugung der Städte sollte zurückgefahren werden und städtische Fachleute sollten die Bauern unterstützen. Da jedoch große Mengen an Arbeitskraft für industrielle und infrastrukturelle Aktivitäten abgezweigt wurden (siehe Tabelle 11), erhielt die Landwirtschaft, ganz entgegen der maoistischen Absicht, zu wenig Aufmerksamkeit. Hinzu kam ein Experimentieren mit sehr zweifelhaften Methoden.
Der führende sowjetische Agronom Trofim Lyssenko vertrat die Ansicht, dass erworbene Eigenschaften vererbt würden und negierte die Existenz von Genen als unsozialistisch und deshalb falsch. Diese Lehrmeinung wurde ebenso wie die Theorien Vasily Williams zur Bodenverbesserung für chinesische Agrarwissenschaftler bindend. Mao selbst entwarf im Jahr 1958 basierend auf dem Lyssenkoismus eine Blaupause für die Produktionssteigerung der Volkskommunen: Das 8-Punkte-Programm sah eine Verbesserung des Pflanzenmaterials, ein dichteres Säen und Anpflanzen, tieferes Pflügen, eine intensivere Düngung der Felder, eine Verbesserung der landwirtschaftlichen Geräte, eine Kampagne gegen Schädlinge, andere Bewirtschaftungsmethoden und intensivere Bewässerung der Felder vor.
Die Propagierung der Theorien von Iwan Wladimirowitsch Mitschurin, der von Mao häufig zitiert wurde, führte in der ganzen Volksrepublik China zu Berichten über angeblich erfolgreiche Kreuzungen nicht näher miteinander verwandter Pflanzen wie beispielsweise Baumwolle mit Tomaten oder Kürbisse mit Papayas. Die Xinhua, die Nachrichtenagentur der Regierung der Volksrepublik China, berichtete von Bauern, denen es gelungen sei, Pflanzen heranzuziehen, die ungewöhnlich große Früchte oder Ährenstände hätten. So würden Kürbisse nicht mehr 13, sondern 132 Pfund wiegen, Reisähren würden nicht mehr 100, sondern 150 Reiskörner tragen. Jung Chang beschreibt diese Zeit als eine Zeit, in der hemmungslos jeder gewünschte Unsinn zusammengelogen wurde. Sie beschreibt, wie Bauern vor Funktionären ungerührt erklärten, sie würden Schweine züchten, die drei Meter lang seien.
Die Produktion von Kunstdünger wurde beschleunigt, allerdings auf einem noch niedrigen Niveau. Sie wuchs von 1957 bis 1962 von 0,37 auf 0,63 Mio. Tonnen (siehe Tabelle 1). Die Volkskommunen griffen aber auch auf fragwürdige Düngemittel zurück. Große Medienaufmerksamkeit erhielt die Leiterin einer Frauenvereinigung in Macheng, die aus ihrem Haus auszog, um dessen Mauern als Dünger zur Verfügung zu stellen. Zwei Tage später waren 300 Häuser, fünfzig Rinder- und hunderte von Hühnerställen abgerissen, um als Dünger zu dienen. Bis Ende des Jahres waren mehr als 50.000 Gebäude zerstört.

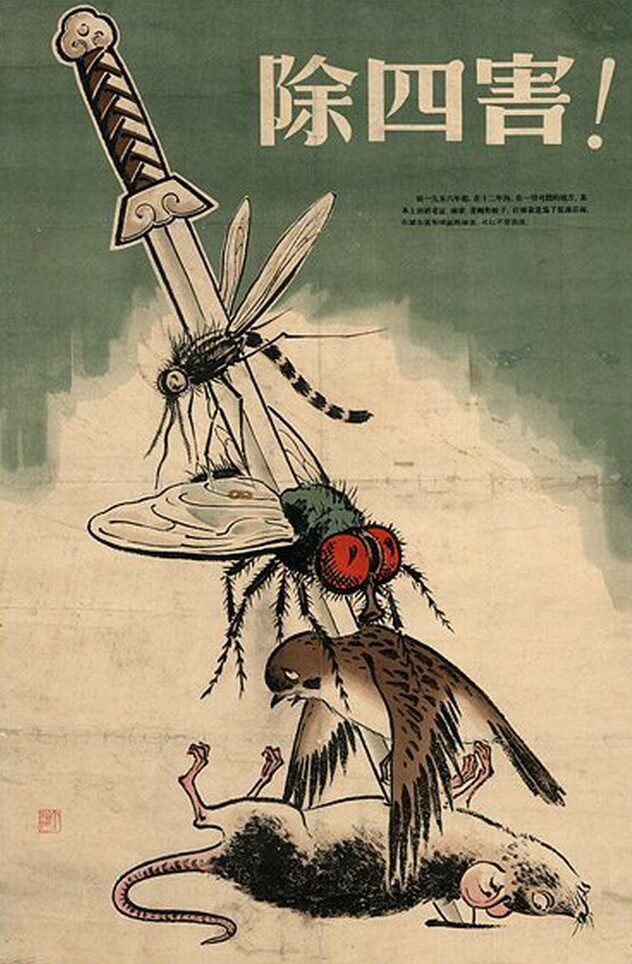
Propaganda-Poster aus dem Jahre 1958: „Rottet die vier Plagen aus!“

Die Kampagne zur Ausrottung der vier Plagen zielte auf die Bekämpfung von Fliegen und anderen Schadinsekten, Ratten und von den als landwirtschaftliche Schädlinge eingestuften Sperlingen ab. Die daraufhin erfolgende Zunahme an Schadinsekten führte 1960 dazu, dass Bettwanzen statt Sperlinge verfolgt wurden. Der in den Folgejahren zwangsläufig höhere Einsatz von Pestiziden führte teilweise zum Aussterben ganzer Bienenpopulationen (siehe dazu auch More than Honey).
Das von Vasily Williams propagierte tiefe Pflügen galt als weitere revolutionäre Methode, die Ernteerträge zu erhöhen. Ohne Zugmaschinen war tiefes Pflügen jedoch nur mit hohem Arbeitsaufwand zu erreichen und da das Pflügen häufig ohne Rücksicht auf den jeweiligen Bearbeitungshorizont des Bodens erfolgte, führte das Pflügen oft zu einer Verletzung der Bodenstruktur und einem entsprechenden Rückgang der Bodenfruchtbarkeit. Die Volkskommunen wurden außerdem angewiesen, dichter zu säen oder die Pflanzen enger zu setzen, um die Erträge zu steigern. Auf einem Mu, etwa 667 Quadratmeter, wurden in Hebei beispielsweise 20.000 Süßkartoffel- oder 12.000 Maispflanzen gesetzt. Beeinflusst von den Lehrmeinungen Trofim Lyssenkos hatte Mao versichert, dass Pflanzen derselben Art nicht miteinander um Licht und Nährstoffe konkurrieren würden. Von dem Historiker Frank Dikötter interviewte Zeitzeugen wiesen regelmäßig darauf hin, dass ihnen bewusst war, dass diese Maßnahmen zu schlechteren Erträgen führen würden, sie aber aus Furcht, bestraft oder gar als Rechtsabweichler verurteilt zu werden, sich nicht zu widersetzen wagten. Judith Shapiro nennt das Beispiel einer landwirtschaftlichen Forschungsanstalt, die unter dem Druck spektakuläre Erträge erzielen zu müssen, die Pflanzen mehrerer Reisfelder auf ein „Sputnik“-Feld umsetzten, um so die gewünschten 10.000 Jin pro Mu vorweisen zu können. In einem anderen Landkreis wurde dem Vize-Parteisekretär, der daran zweifelte, dass auf einem Mu Land Erträge von 10.000 Jin (etwa 5 Tonnen) Reis erzielt werden könnten, mangelnder Glaube an seine kommunistische Partei vorgeworfen, er wurde zu öffentlicher Selbstbeschuldigung gezwungen und in ein Arbeitslager deportiert.
Die an die Zentralregierung 1958 gemeldeten, meist stark übertriebenen Zahlen ließen für Baumwolle, Reis, Weizen und Erdnüsse hohe Ernten erwarten. So ging die Zentralregierung von einer Ernte von 525 Millionen Tonnen Getreide aus, nachdem 1957 die Ernte noch 195 Millionen Tonnen betragen hatte. Als Chruschtschow im August 1958 in Peking zu Besuch war, sprach Mao unter anderem über den Erfolg des Großen Sprungs nach vorn. Man habe so viel Reis, dass man nicht wisse, was man damit tun solle. Auch Liu Shaoqi berichtete Chruschtschow während eines Treffens, dass nicht mehr Mangel an Nahrung ihre Sorge sei, sondern die Frage, was man mit solch einem Getreideüberschuss anfangen solle.
Nach großer Euphorie Mitte des Jahres 1958 zeichnete sich Ende des Jahres ab, dass die erwartete Produktionssteigerung im Agrarsektor nicht in ausreichendem Umfang stattfinden und ein großer Durchbruch in diesem Bereich nicht möglich sein würde. Damit wackelte aber die Basis des Großen Sprungs. Der Ausbau des industriellen Sektors war nur durch eine massive Steigerung der landwirtschaftlichen Produktion zu schaffen. Sei es um Getreide zu exportieren um Devisen zu erwirtschaften, sei es um die wachsende Stadtbevölkerung zu ernähren.
Die offizielle Statistik korrigierte im Jahr 1959 die Getreideernte für 1958 von ursprünglich 395 Mio. Tonnen (siehe Tabelle 7) auf 250 Mio. Tonnen, was jedoch immer noch ein Rekordergebnis darstellte. Im Jahr 1979 wurde die Ernte auf 200 Millionen Tonnen heruntergesetzt, es war eine normale Ernte in einem Jahr mit wenig Unwettern (siehe Tabelle 1).

#### Eisen- und Stahlproduktion
Die Menge an Eisen und Stahl, die ein Land produzierte, galt in den 1950er Jahren insbesondere in den sozialistischen Ländern als Indikator für den Entwicklungsgrad, den ein Land erreicht hatte. Die Volksrepublik China hatte im Jahr 1957 5,35 Millionen Tonnen Stahl produziert. Nun stand das Land vor Problemen. Um weitere große Stahlwerke bauen zu können, hätte das Land Devisen gebraucht, um die Hilfe der Sowjetunion zu bezahlen. China hatte aber das Geld nicht. So kam die Idee auf, statt in großen modernen Stahlwerken den Stahl wieder in den für China klassischen kleinen gemauerten Hochöfen zu produzieren. Erstens brauchte es dafür keine Hilfe aus dem Ausland und zweitens wurde der Stahl nicht an einigen Zentren produziert, von wo aus die Lieferung ins Hinterland bei den damals miserablen Transportmöglichkeiten schwierig war, sondern lokal, dort wo der Stahl auch verwendet wurde. Darüber hinaus konnten die Bauern durch ihre eigene Arbeit den Stahl produzieren, anstatt zu warten, bis irgendjemand ihnen den Stahl zuteilte.
Die kleinen Hochöfen, die im ganzen Land errichtet werden sollten, wurden aus Sand, Steinen, Tonerde und Ziegeln gebaut und hatten typischerweise eine Höhe von drei bis vier Metern. Beschickt wurden die Hochöfen von oben, die zur Reduktion des Erzes nötige Luft wurde über traditionelle, häufig handbetriebene Zylindergebläse eingebracht. Vergleichbare Hochöfen waren bereits im 19. Jahrhundert in China gebräuchlich.
Im Februar 1958 wurde das Jahresziel für 1958 auf 6,2 Millionen Tonnen festgelegt und im Mai auf 8,5 Millionen Tonnen angehoben. In einer Rede am 18. Mai auf dem 8. Parteikongress hielt Mao fest:

„Mit elf Millionen Tonnen Stahl im nächsten Jahr und 17 Millionen Tonnen Stahl im Jahr danach werden wir die Welt erschüttern. Wenn wir 40 Millionen Tonnen in fünf Jahren erreichen können, werden wir Großbritannien bereits in sieben Jahren eingeholt haben. Und weitere acht Jahre später werden wir mit den USA gleichgezogen sein.“

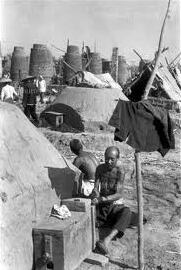
Minihochöfen, mit denen in den ländlichen Regionen Chinas Stahl produziert werden sollte

Die Jahresproduktionsmengen wurden jedoch bereits früher angehoben: Im Juni 1958 legte Mao das Ziel auf 10,7 Millionen fest und im September wurde das Ziel auf 12 Millionen Tonnen Stahl erhöht. Mao kam zu der Überzeugung, dass bis zum Ende der 1960er Jahre China ein Produktionsniveau an Stahl erreicht haben werde, das dem der Sowjetunion entspräche und im Jahr 1975 sollte China eine Jahresproduktion von 700 Millionen Tonnen Stahl ausweisen können. Unterstützung für diese ehrgeizigen Zielvorgaben fand Mao bei einer Reihe regionaler Parteiführer wie beispielsweise Tao Zhu, Xie Fuzhi, Wu Zhipu oder Li Jingquan, die alle außergewöhnliche Steigerungen in der Stahlproduktion zusicherten.
Der Höhepunkt der Kampagne fiel in den Spätsommer 1958, verantwortlich war Chen Yun, der am 21. August 1958 Maos Anweisung weitergab, dass ein Unterschreiten der vorgegebenen Produktionsmenge nicht hingenommen werde. Denjenigen, die ihre Zielvorgaben nicht einhielten, drohten Strafen, die von einer Verwarnung bis zum Ausschluss aus der Partei und damit einhergehender Deportierung reichten. Die Vorgaben durch die Zentrale führten zu einer Reihe lokaler Massenkampagnen. In Yunnan beispielsweise rief Xie Fuzhi zunächst eine 14 Tage währende Kampagne aus, in der alle verfügbaren Arbeitskräfte in der Stahlproduktion arbeiten sollten. Nachdem Bo Yibo am Nationalfeiertag den Oktober zum Monat der Stahlproduktion erklärt hatte, wurde die Kampagne nochmals intensiviert und die Zahl der beteiligten Arbeitskräfte von drei auf vier Millionen erhöht. Da die vorgegebenen Produktionsmengen auch bei aller Anstrengung nicht erreichbar waren, wurde teilweise auch Metallgeräte und Metallteile einfach eingeschmolzen und dadurch die Stahlproduktion „erhöht“.
Die ländliche Bevölkerung hatte wenig Möglichkeiten, sich diesen Kampagnen zu entziehen. Zum Teil mit Hilfe von Milizen und durch die Androhung, Arbeitsverweigerer von der Versorgung durch die Großküchen auszuschließen, konnte die Mitarbeit erzwungen werden. Wer nicht direkt an den Hochöfen arbeitete, schaffte Holz herbei oder suchte nach Kohle. Judith Shapiro schätzt, dass jeder sechste Chinese im Laufe des Jahres 1958 direkt oder indirekt an dieser Kampagne beteiligt war. Short spricht dagegen von fast einem Viertel der Arbeitsbevölkerung, die auf dem Höhepunkt der Initiative an der Eisen- und Stahlproduktion beteiligt war, Mao selbst sprach, auf der Konferenz von Lushan im Jahr 1959, von 90 Millionen Menschen, die er unglücklicherweise in die Stahlschlacht geschickt hätte. Durch die Bindung von Arbeitskräften in der Stahlproduktion war im Herbst die Ernte gefährdet, so dass im Oktober 1958 die Schulen geschlossen und Studenten, Schüler und Arbeitskräfte mit einer nicht als essentiell betrachteten Aufgabe aufs Land geschickt wurden, um bei der Ernte zu helfen.
Die Parteiführung konnte letztlich die Erfüllung ihres Zieles verkünden. Ein großer Teil des gewonnenen Eisens war jedoch unbrauchbar, da die Barren zu klein und zu brüchig waren, um weiterverarbeitet werden zu können. Bereits 1959 wurde die Initiative deswegen aufgegeben. Nach einem Bericht des chinesischen Ministeriums für Hüttenindustrie war in einigen Provinzen das produzierte Roheisen zu weniger als einem Drittel für die Weiterverarbeitung geeignet. Die Kosten einer Tonne Roheisen, die in den einfachen Hochöfen produziert wurden, waren außerdem doppelt so hoch wie die einer in einem modernen Hochofen hergestellten. Der Verlust aus der Massenkampagne zur Steigerung der Eisen- und Stahlproduktion wurde später vom Staatlichen Amt für Statistik auf fünf Milliarden Yuan geschätzt.
Eine der Ursachen war, dass Zahlenvorgaben gemacht wurden, die unter allen Umständen einzuhalten seien und die darüber liegende Ebene von auftretenden Problemen nichts wissen wollte. So wurden die Probleme auch nicht nach oben gemeldet bzw. dort ignoriert.
Ein großes Problem war, dass innerhalb weniger Monate überall im Land Stahl produziert werden sollte, dass es aber nicht überall Spezialisten gab, die wussten, wie man den Stahl herstellt. Daher die große Menge an unbrauchbarem Müll, der hergestellt wurde. Durch die Fixierung auf die Menge war es auch lohnender, eine größere Menge Stahl in schlechter Qualität herzustellen, statt sich auf Qualität zu konzentrieren.
Als gegen Ende der Druck weiter wuchs, wurden, statt Stahl zur Weiterverarbeitung für nützliche Geräte zu produzieren, nützliche Geräte zu unbrauchbarem Schrott eingeschmolzen, während die Führung in den Phantomzahlen der Stahlproduktion schwelgte.

### Industrialisierung
Auch wenn Mao Zedong überzeugt war, dass die Volksrepublik China vor allem durch die Massenmobilisierung ihren Entwicklungsrückstand aufholen werde, war das Land auf einen Import von Industrieanlagen und Maschinen angewiesen, um sich zum Industriestaat zu entwickeln. Der Import dieser Güter setzte unmittelbar ein, nachdem Mao im Herbst 1957 in Moskau angekündigt hatte, dass die Volksrepublik China in 15 Jahren Großbritannien in den Leistungsdaten überholt haben werde. Zu den importierten Gütern gehörten Walz-, Elektrizitäts- und Zementwerke, Glashütten und Ölraffinerien. Dazu kamen Maschinen wie Kräne, Lastwagen, Generatoren, Pumpen, Kompressoren und landwirtschaftliche Maschinen.
Hauptlieferant der Maschinen und Industrieanlagen war die Sowjetunion, mit der zu Beginn der 1950er Jahre eine enge Zusammenarbeit vereinbart worden war. Auch mit der Deutschen Demokratischen Republik wurde 1958 vertraglich vereinbart, dass diese in China Zement- und Elektrizitätswerke sowie Glashütten schlüsselfertig errichten sollte. Importiert wurde nicht allein aus sozialistischen Ländern: Die Importe aus der Bundesrepublik Deutschland stiegen von 200 Millionen DM im Jahr 1957 auf 682 Millionen DM im Jahr 1958. Die notwendigen Devisen, um diese Importe zu bezahlen, beschaffte sich die Volksrepublik China zum größten Teil durch den Export landwirtschaftlicher Produkte. Zhou Enlai gehörte zu den Kritikern dieses Vorgehens, Unterstützung fand Mao vor allem bei Zhu De, dem Oberkommandeur der Volksbefreiungsarmee. Empfänger dieser Exporte waren überwiegend Länder des sozialistischen Lagers, die damit eigene Lebensmittelengpässe überwanden: Reis wurde beispielsweise in der Deutschen Demokratischen Republik während der Jahre des Großen Sprungs nach vorn zu einem Grundnahrungsmittel, bei der Margarineherstellung war die Deutsche Demokratische Republik auf die Importe pflanzlicher und tierischer Öle aus der Volksrepublik China angewiesen.
Als die erwarteten Ertragssteigerungen in der Landwirtschaft nicht eintraten, geriet die Volksrepublik zunehmend in ein Handelsdefizit und war darüber hinaus zum Teil nicht in der Lage, die zugesagten Lieferungen gegenüber ihren Handelspartnern zu erfüllen. Noch Ende 1958 verkündete Deng Xiaoping im Glauben an die überragend gute Ernte des Jahres 1958, dass das Exportproblem einfach verschwinden werde, wenn jeder ein paar Eier, ein Pfund Fleisch, ein Pfund Öl und sechs Kilo Reis einspare. Entsprechend wurde die Menge der geplanten Exporte für 1959 heraufgesetzt und die Getreideexporte mit geplanten 4 Millionen Tonnen gegenüber dem Export von 1958 verdoppelt. Wie sich jedoch zeigte, war die Ernte 1958 nicht wie erwartet 395 Mio. Tonnen Getreide, sondern nur 200 Mio. und im Jahr 1959 nicht 550 Mio. Tonnen, sondern nur 170 Mio. Tonnen, im Jahr 1960 nur noch 144 Mio. Tonnen (siehe Tabellen 7 und 8). Um die aufgelaufenen Schulden bezahlen zu können, musste viel Getreide exportiert werden, obwohl es für die eigene Bevölkerung nicht mehr reichte.

### Hungersnot 1958
Erste Anzeichen einer Hungersnot gab es bereits zu Beginn des Jahres 1958. Schon im März 1958 wurden auf einer Parteikonferenz Bedenken geäußert, dass die Beschäftigung der ländlichen Bevölkerung in den großen Wasserbauprojekten zu Nahrungsengpässen führen würde. Zusätzlich kam es im Verlauf des Jahres 1958 zu einer erheblichen Binnenmigration, bei der mehr als 15 Millionen Bauern in Städte zogen. Hinzu kam eine weitreichende Umsteuerung der Arbeitsressourcen der ländlichen Bevölkerung: im landwirtschaftlich geprägten Jinning waren von 70.000 arbeitenden Erwachsenen 20.000 an Wasserbauprojekten beteiligt, 10.000 am Bau einer Eisenbahnstrecke, weitere 10.000 in den neu aufgebauten Industrien und nur noch 30.000 waren an der Lebensmittelproduktion beteiligt. Da es vor allem Männer waren, die zu den Arbeiten an Infrastrukturprojekten und in der Industrie abkommandiert wurden, waren es überwiegend Frauen, die der Feldbestellung nachgingen. Auf Grund der traditionellen Arbeitsteilung auf dem Land besaßen diese aber nur geringe Erfahrungen im Reisanbau mit entsprechenden Auswirkungen auf die Getreideernte.

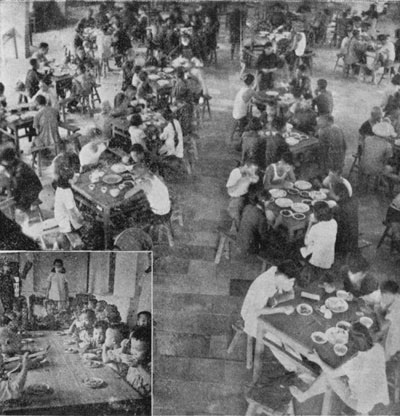
Gemeinschaftsversorgung in einer Volkskommune

Nahrungsengpässe im Frühjahr waren für das ländliche China, das zwischen 108 v. Chr. und 1911 n. Chr. 1.828 schwere Hungersnöte durchlitten hatte, nicht untypisch. Untypisch war jedoch, dass sich der Nahrungsengpass während des Sommers in Teilen Chinas verschärfte, obwohl die neue Ernte die Nahrungssituation eigentlich hätte verbessern sollen. Zu den schwer betroffenen Regionen gehörte die Provinz Yunnan, die 1958 eine doppelt so hohe Sterberate aufwies wie im Jahr 1957. In Luxi, einem Kreis dieser Provinz, für den die lokalen Kader bereits 1957 höhere Ernteerträge als tatsächlich eingebracht gemeldet hatten, verhungerten nach Mai 1958 mehr als 12.000 Menschen, über sieben Prozent der Bevölkerung. In Luliang, wo ein lokaler Parteivorsitzender mit Hilfe der Miliz die Mitarbeit der Bevölkerung an einem Stauanlagenprojekt erzwungen hatte, verhungerten mehr als 1.000 Personen. Grundsätzlich handelte es sich bei diesen Hungersnöten jedoch um isolierte Einzelereignisse. Insgesamt waren im Jahr 1958 nicht mehr Menschen von Hungersnöten betroffen als in den Vorjahren (siehe Tabelle 4), die allgemeine Hungersnot begann erst 1959. Zwischen 1949 und 1958 waren die landwirtschaftlichen Erträge kontinuierlich gestiegen. Dazu trug die politische Stabilität nach den Jahren des Bürgerkriegs sowie die landwirtschaftliche Produktivitätssteigerung infolge der ersten Kollektivierungsbemühungen bei.
Mao Zedong erhielt in der zweiten Hälfte des Jahres 1958 mehrere Berichte über die Probleme in der Provinz. In seinem Kommentar über die Situation in Luliang hielt er fest, dass, entgegen seiner Absicht, die Lebensbedingungen der ländlichen Bevölkerung zugunsten der Produktivitätssteigerung vernachlässigt worden waren. Mao verwies jedoch auf die für das Jahr 1958 zu erwartende Rekordernte und hielt nach wie vor an der schnellen Entwicklung Chinas fest. Der neue chinesische Außenminister Chen Yi kommentierte im November 1958, im Glauben an die Ertragssteigerungen in der Landwirtschaft, angesichts der humanitären Tragödien infolge des Großen Sprungs nach vorne:

„...es hat tatsächlich Opfer unter den Arbeitern gegeben, aber das hält uns auf unserem Weg nicht auf. Das ist ein Preis, den wir zu zahlen haben und kein Anlass, besorgt zu sein. Wer weiß, wie viele Menschen auf den Schlachtfeldern und in den Gefängnissen [für die Revolution] geopfert wurden? Nun haben wir einige Fälle von Krankheit und Tod. Das ist nichts.“

Ende des Jahres 1958 wurde klar, dass die Produktionssteigerungen in der Landwirtschaft nicht realisiert werden konnten und dass vieles beim Großen Sprung schiefgelaufen war. Mao beklagte sich über den Fanatismus ultralinker Kader und ab November 1958 wurde der Große Sprung Schritt für Schritt wieder zurückgestutzt.

## Viele kleine Schritte zurück
Bald auf den Großen Sprung nach vorn folgten „Korrekturen“, die großen Neuerungen des Großen Sprungs wurden ab Ende 1958 Schritt für Schritt wieder zurückgenommen. Der Sprung funktionierte nicht. Beim Wuhan-Plenum im Dezember 1958 wurden zunächst die Sanhua-Arabesken wieder abgeschafft, dies war die Militarisierung der Organisation und die Kollektivierung des täglichen Lebens, mit obligatorischen Gemeinschaftskantinen und obligatorischen Kinderkrippen. Das Shanghai-Plenum (April 1959) beschloss die Wiedereinführung der Leistungsprämien in der Industrie und die Wiedereinführung der Privatparzellen in der Landwirtschaft. Im März 1959 wurde die Organisation der Volkskommune um die Untereinheiten Produktionsbrigade und Produktionsmannschaft erweitert, wobei die Produktionsmannschaft der in China schon im Kaiserreich üblichen Danwei (Basiseinheit) vergleichbar war. Die Grundverrechnungsfunktionen wurden von der Volkskommune zur Produktionsbrigade heruntergestuft, die damit, auf Kosten der Volkskommune, zur zentralen Einheit wurde.
Der Not gehorchend ging die Demontage der Volkskommunen weiter. Auf der Konferenz von Lushan im August 1959 wurden weitere Kompetenzen von der Volkskommune auf die Produktionsbrigaden übertragen. Im Januar 1961 wurden die Grundverrechnungsfunktionen sowie die Eigentümerschaft an Boden, Gerät und Vieh von der Produktionsbrigade auf die Produktionsmannschaft heruntergestuft. Die Volkskommune war nur noch für Aufgaben zuständig, die aufgrund ihrer Größe von den Untereinheiten nicht zu stemmen waren, z. B. der Betrieb von Ziegeleien oder Bergwerken oder Maßnahmen in der Infrastruktur.

## Die weitere Entwicklung 1959–1961
siehe auch den Hauptartikel Große Chinesische Hungersnot

### Die Exporte 1959
Engpässe in der Nahrungsversorgung wurden im Winter 1958/59 sichtbar. Jeder der Provinzen war ein zu liefernder Anteil an den zu exportierenden Mengen zugewiesen worden, aber gegen Ende 1958 waren die Führer der Provinzen zunehmend mit der Tatsache konfrontiert, dass diese Mengen nicht zur Verfügung standen. Im Januar 1959 konnte die Volksrepublik insgesamt nur 80.000 Tonnen Getreide exportieren. Im folgenden Monat gab die Provinz Hubei bekannt, man sei nur in der Lage, 23.000 Tonnen anstatt der geplanten 48.000 Tonnen zu liefern. In Anhui wies der Parteisekretär der Provinz, Zeng Xisheng, an, nur 5.000 statt geplanten 23.500 Tonnen zu liefern. Fujian lieferte gar nichts. Auch bei anderen Exportgütern blieben die Provinzen hinter ihren Quoten zurück.
Die Parteizentrale reagierte ähnlich wie Außenminister Chen Yi, als im November 1958 über die ersten Engpässe berichtet wurde. Auf einem Parteitreffen in Shanghai im März und April 1959 empfahl Mao Vegetarismus als Lösung, der Bürgermeister von Peking, Peng Zhen, riet den Konsum von Getreide zu reduzieren. Bestärkt wurde die Parteiführung von Meldungen, dass in vielen der Volkskommunen Getreide versteckt worden wäre. Der spätere chinesische Premierminister Zhao Ziyang, der zu diesem Zeitpunkt noch Parteisekretär der Provinz Guangdong war, berichtete an seinen Vorgesetzten Tao Zhu, dass man in einem einzigen Landkreis mehr als 35.000 Tonnen verstecktes Getreide gefunden hätte. Ähnliches wurde wenig später aus Anhui berichtet. Mao sprach im März 1959 von einem exzessiven „Wind des Kommunismus“, der geherrscht habe, und äußerte Bewunderung für die einfachen Bauern, die sich so gegen übertriebene Getreideabgaben gewehrt hatten.
Am 24. Mai 1959 wurde an alle Provinzen die Weisung gegeben, dass zur Stützung des Exports und um den Aufbau des Sozialismus zu fördern, keine für den Verzehr bestimmten Fette mehr in den Provinzen verkauft werden sollten. Im Oktober 1959 wurden die Maßnahmen weiter verschärft und bis Ende 1959 exportierte die Volksrepublik China Güter im Wert von 7,9 Milliarden Yuan. Von den 4,2 Millionen Tonnen Getreide, die ausgeführt wurden, gingen 1,42 Millionen Tonnen an die Sowjetunion, 1 Million an andere osteuropäische Länder und 1,6 Millionen in Länder, die dem westlichen Lager zuzurechnen waren. Diese Exporte stellten etwa 2,3 Prozent der Getreideproduktion dar und werden heute von der überwiegenden Zahl der Historiker nicht als ursächlich für die Hungersnot eingestuft.

### Die Konferenz von Lushan

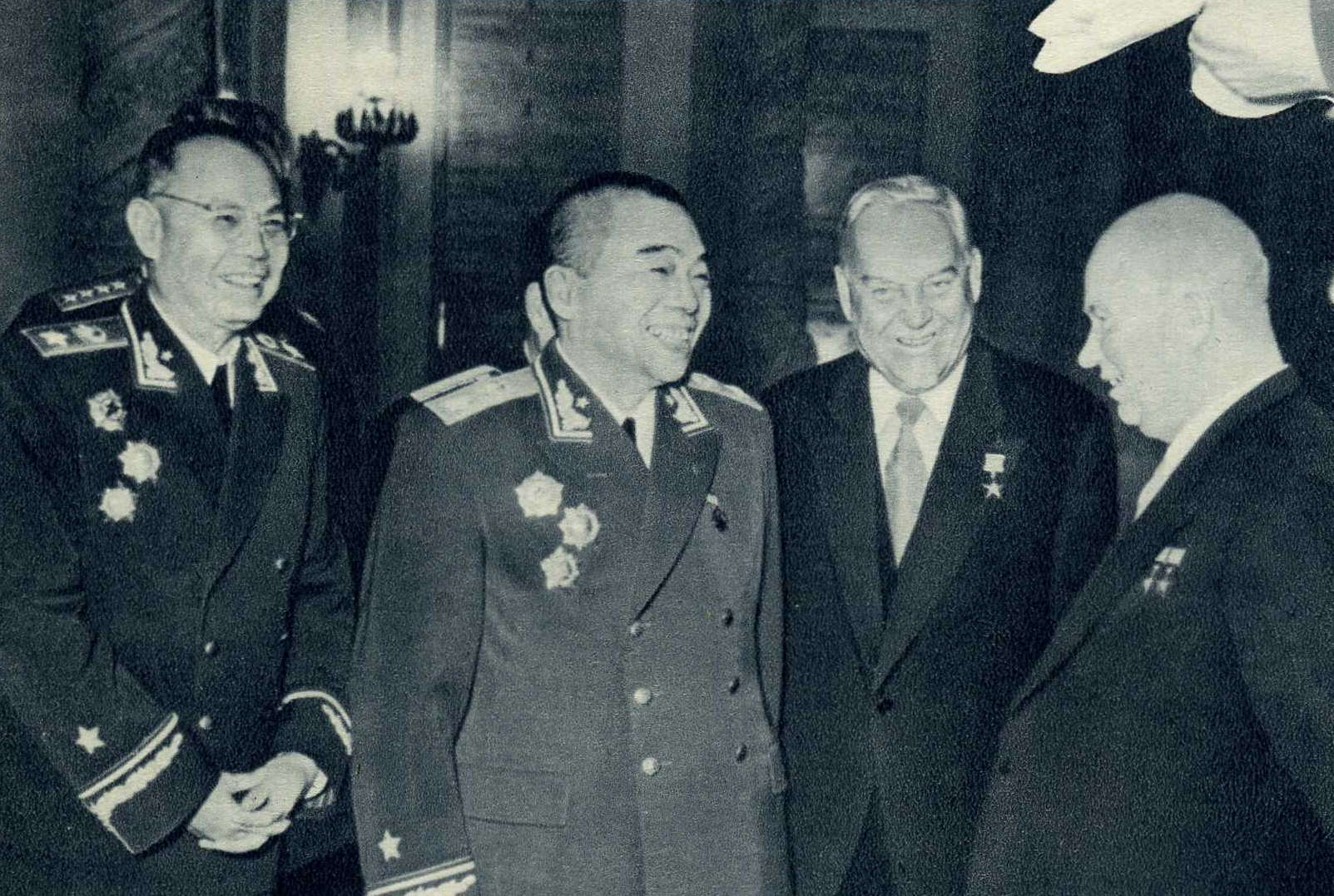
Peng Dehuai, Ye Jianying, Nikita Chruschtschow und Nikolai Bulganin 1958 wenige Wochen vor der Konferenz von Lushan

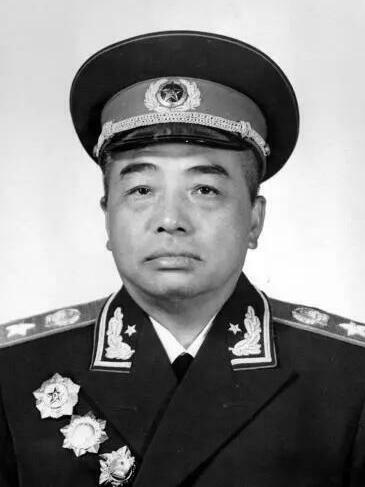
Peng Dehuai, der auf der Konferenz von Lushan Mao Zedong für die Fehlentwicklung des Großen Sprungs nach vorne verantwortlich machte

#### Vorgeschichte
Nach den allgemeinen Jubelmeldungen zur Zeit der ersten Peitaho-Konferenz im August 1958 häuften sich negative Meldungen. Bereits auf dem ersten Chengchow-Treffen vom 2. bis 10. November 1958 war die rosige Stimmung des Sommers verflogen. Es waren Berichte aus den Provinzen eingetroffen, wonach viele Kader weit überzogen bis unsinnig gehandelt hätten. Der ausgerufene „kommunistische Wind“ hätte vielfach dazu geführt, dass jede Form des Privateigentums und manchmal sogar das Geld ganz abgeschafft worden wären, mit katastrophalen Folgen für die Gesellschaft.
Auf dem Wuchang-Treffen vom 21. bis 27. November 1958 wurden als Konsequenz die auf der Peitaho-Konferenz festgesetzten Planziele (siehe Tabelle 7) drastisch verringert. Marschall Peng Dehuai, der zuvor, zur Erkundung der realen Situation im Land, eine ausgedehnte Inspektionsreise gemacht hatte, stellte fest, dass nach seinem Wissensstand die Produktion in der Landwirtschaft eher ab- als zugenommen habe. Von einer Rekordernte habe er nichts gesehen. Die Parteiführer sahen nun erst die Notwendigkeit, die Jubelmeldungen und Statistiken mit immer neuen Produktionsrekorden einer genauen Kontrolle zu unterziehen.
Auf dem sechsten Plenum vom 28. November bis 10. Dezember 1958 gab es einen weiteren Rückzug. Als Linksextremismus wurden alle Versuche verurteilt, die sozialistische Stufe überspringen zu wollen. Nach wie vor gelte die sozialistische Parole „Jedem nach seiner Leistung.“ und noch nicht die kommunistische Parole „Jedem nach seinen Bedürfnissen“. Es wurde beschlossen, den Bauern ihre Häuser und ihr Kleinvieh zurückzugeben. Gleichzeitig wurde wieder mehr Finanz- und Verwaltungskontrolle angekündigt. Mao gab auf diesem sechsten Plenum seinen Beschluss bekannt, 1959 nicht mehr für das Amt des Staatspräsidenten zu kandidieren und das Amt für Liu Shaoqi freizumachen. Mit sofortiger Wirkung übergab er die Tagesgeschäfte des Staatspräsidenten seinem Stellvertreter und Deng, dem Generalsekretär. Von diesem Zeitpunkt an verschwand Mao immer mehr von der Tagespolitik, die immer mehr von Liu, Deng und Peng beherrscht wurde.
Auf der zweiten Chengchow-Konferenz vom 27. Februar bis 10. März wurden weitere Schritte zur Normalisierung beschlossen. Mao betonte in seinen Grundsatzreden, dass den Kommunen zu viele Kompetenzen übertragen worden seien und dass der schädliche Übereifer ultralinker Kader anhalte. Maos Darstellungen waren teilweise mehr Rechtfertigungen und Entschuldigungen als Situationsbeschreibungen. Die Probleme der Volkskommunen schob er auf Tan Zhenlin ab, der fachlich dafür zuständig war. Für die Inflation der Produktionszahlen waren für ihn die Fachleute, die unverständliche Dokumente schrieben, und Kader, die falsche Angaben machten, zuständig. Die angespannte Stimmung in der Parteiführung beschrieb er folgendermaßen: „Viele Leute hassen mich, besonders Verteidigungsminister Peng Dehuai, er hasst mich bis zum Tod … Meine Reaktion darauf ist: Wenn er mich nicht angreift, greife ich auch nicht an, aber wenn er angreift, dann schlage ich zurück.“
Organisatorisch wurde beschlossen, dass die Verrechnungseinheit für die Leistungen der Bauern den Volkskommunen entzogen und den darunterliegenden Arbeitsbrigaden übertragen wurde, um die Verantwortung wieder mehr an die Basis der Bauern zu verlagern in der Hoffnung, dadurch Auswüchse der Volkskommunen besser verhindern zu können.
Auf dem siebten Plenum des Zentralkomitees vom 2. bis 5. April 1959 wurde beschlossen, dass sich die Arbeit auf dem Land wieder so weit wie möglich auf die Getreideproduktion konzentrieren müsse. 85 % aller Arbeit sollte sich auf die Getreideproduktion konzentrieren, die Arbeit für die Infrastruktur und Stahlproduktion sollte so weit wie möglich heruntergefahren werden. Die führenden Kader sollten aufs Land in die Kommunen gehen, um die nach wie vor stattfindenden Exzesse zu verhindern.
Trotz der vorgenommenen Korrekturen entspannte sich die Lage im Land nicht.

#### Die Lushan-Konferenz
Im Juli 1959 trafen sich die führenden kommunistischen Kader im Erholungsort Lushan in der Provinz Jiangxi zu einer ausgedehnten Konferenz. Es sollte intensiv darüber diskutiert werden, wie es mit dem Großen Sprung weitergehen solle. Mao Zedong eröffnete das als Konferenz von Lushan in die Geschichte eingegangene Treffen am 2. Juli mit einer Rede, die die Errungenschaften des Großen Sprungs nach vorn hervorhob und den Enthusiasmus und die Energie der chinesischen Bevölkerung pries. Er wiederholte seine Darstellung von den zehn Fingern, von denen neun nach vorne, aber nur einer nach hinten zeige. Man sollte nicht nur den einen Finger betrachten, der nach hinten zeige. Zusammengenommen sei der Große Sprung ein Erfolg. Danach gab es mehrere Tage lang informelle Gespräche und Arbeitsgruppen, in denen alle Aspekte des Großen Sprungs diskutiert werden sollten. Mao, der an den Gesprächen nicht teilnahm, war der Einzige, der am Ende des Tages einen Bericht über die Diskussionen jeder Gruppe erhielt. In der lockeren und intimen Gesprächsatmosphäre der kleinen Gruppen äußerten sich einige der Kader offen über die Hungersnöte, die übertriebenen Produktionszahlen und den von Kadern begangenen Machtmissbrauch. Einer der offensten Kritiker war Peng Dehuai, der seit 1954 Verteidigungsminister der Volksrepublik China war. Mao und Peng hatten schon seit dem Koreakrieg ein sehr schlechtes Verhältnis zueinander, und bereits im März 1959, auf dem erweiterten Politbürotreffen in Shanghai hatte Peng Mao vorgeworfen, einsame Beschlüsse zu fassen und das Politbüro zu ignorieren. Jetzt hatte Peng wieder eine Inspektionstour in seine Heimat Xiangtan in der Provinz Hunan unternommen und das große Elend im Land gesehen. Peng begnügte sich nicht mit einer Beschreibung der aktuellen Verhältnisse, sondern griff den maoistischen Führungsstil offen an und erklärte Mao für das Scheitern der Großen Sprungs persönlich verantwortlich. Insgesamt bewegte sich die Diskussion von der reinen Frage der Probleme der Kollektive auch auf die Frage der Verantwortlichen für die Probleme, mit Mao als Hauptverantwortlichem.
Mao selbst äußerte sich erstmals am 10. Juli und betonte, dass die Errungenschaften des letzten Jahres die Fehlschläge bei Weitem überwögen. Als dies bei den Versammelten auf keinen Widerspruch stieß, schrieb Peng Mao einen langen Brief, den er am 14. Juli 1959 Mao überreichen ließ. Peng hob zunächst die Erfolge des Großen Sprungs hervor und schloss nicht aus, dass man das Produktionsniveau Großbritanniens möglicherweise bereits in vier Jahren erreicht haben werde (als Produktionsniveau wurde in diesem Zusammenhang stets nur die Menge an Stahl und Getreide betrachtet), er betonte aber auch, dass es „zu linksabweichlerischen Fehleinschätzungen gekommen [sei], die man als kleinbürgerlichen Fanatismus bezeichnen könne“. Allerdings konnte sich Peng auch ironischer Rundumschläge und persönlicher Angriffe nicht enthalten wie: „Eine Wirtschaft aufzubauen ist eben nicht so einfach wie eine Stadt zu bombardieren.“ Obwohl Peng diesen Brief lediglich an Mao persönlich richtete und um eine ebensolche Einschätzung und Bewertung seiner Ansichten bat, ließ Mao diesen Brief vervielfältigen und am 17. Juli an alle 150 Teilnehmer des Treffens verteilen. Dies wurde zunächst als Zeichen dafür gedeutet, dass Pengs Ansichten eine Grundlage für weitere Diskussionen sein könnten, sodass in den nächsten Tagen einige Anwesende die Position Pengs unterstützten, darunter Zhang Wentian, Zhou Xiaozhou, Li Xiannian, Chen Yi und der extra aus Peking herbeibeorderte Huang Kecheng.
Es gab nun drei Ereignisse, die den Streit eskalieren ließen und nicht nur Mao das Gefühl gaben, dass hier ein Angriff auf die Parteiführung im Gange sei. Mao sprach von einem Zangengriff auf den Vorsitzenden.

#### Aufstand des Regionalkomitees von Gansu gegen Zhang Zhongliang
Während der Parteisekretär der Provinz Gansu, Zhang Zhongliang, an der Konferenz teilnahm, verfasste das regionale Parteikomitee dieser Provinz am 15. Juli einen dringenden Brief an die Parteizentrale, dass Tausende in der Provinz bereits verhungert seien und mehr als 1,5 Millionen Bauern unter einer schweren Hungersnot litten. Die Hauptverantwortung dafür trage Zhang Zhongliang, der überhöhte Ernteerträge gemeldet, die Zwangsabgaben an Getreide heraufgesetzt und Missbrauch durch Kader geduldet habe. Dies war ein direkter Angriff auf eine der Personen, die Mao zu den eifrigsten Anhängern seiner Politik zählte.

#### Die sowjetische Führung beschäftigt sich öffentlich mit der Hungersnot
Fast zeitgleich verurteilte Nikita Chruschtschow am 18. Juli während eines Besuchs in der polnischen Stadt Posen Volkskommunen als Fehlentwicklung und führte weiter aus, dass diejenigen, die sich in den 1920er Jahren in Russland für die Einführung dieser Kommunen eingesetzt hätten, den Kommunismus und den Weg dorthin nicht verstanden hätten. Am 19. Juli erhielt Mao darüber hinaus von der chinesischen Botschaft in Moskau einen Bericht, dass einige sowjetische Kader offen diskutierten, dass in China Menschen infolge des Großen Sprungs nach vorn stürben. Die sowjetische Führung brachte damit Peng Dehuai und Zhang Wentian in Schwierigkeiten, denn beide waren häufiger in der Sowjetunion und erst kurz vor der Konferenz wieder in der Sowjetunion gewesen. Peng und Zhang wurde, zu Recht oder zu Unrecht, vorgeworfen, sich mit Chruschtschow abgesprochen oder zumindest zu viel gesagt zu haben.

#### Zhang Wentian greift Mao in ungewöhnlich scharfer Form an
Am 21. Juli griff Zhang Wentian Mao, auch in der Form, scharf an. Jede Kritik am Großen Sprung wurde bisher eingeleitet mit einer Erwähnung der positiven Errungenschaften des Großen Sprungs. Zhang Wentian ging gleich zu einer umfassenden Kritik über. Zum Schluss stellte Zhang fest, China sei ein sehr armes Land, das sozialistische System ermögliche es, dass das Land schnell reicher werde. Aber aufgrund der Politik Maos bliebe das Land ein armes Land. Niemand spreche dies jedoch aus, aus Angst vor Mao. Zum Schluss drehte er die Metapher Maos, dass auf den einen Finger zurück neun Finger nach vorne zeigen, um. Neun Finger zeigten nach hinten und nur einer nach vorne.

#### Maos Antwort
Bei Maos Antwort am 23. Juli zeigte sich Mao schwach und in der Defensive. Teilweise hatte seine Darstellung den Stil einer Selbstkritik. Mao erklärte: „Die hauptsächliche Verantwortung für die Jahre 1958 und 1959 liegt bei mir. […] Auf mich geht die Erfindung der 'breit angelegten' Stahlschlacht zurück. […] Wir schickten damals unglücklicherweise 90 Mio. Menschen in den Kampf.“ Anderes hörte sich wie die Suche nach einer Entschuldigung an: „Viele Dinge kann man einfach nicht voraussehen. Zur Zeit haben die Planungsbehörden aufgehört, ihre Verantwortung zu erfüllen. Die Staatliche Planungskommission und die Zentralen Ministerien haben plötzlich, nach der Peitaho-Konferenz (vom August 1958) ihre Arbeit eingestellt. Weder Kohle, Eisen, noch die Transportkapazität wurden mehr genau berechnet. Aber Kohle und Eisen spazieren nicht von selbst durch die Gegend, sie müssen in Güterwagen transportiert werden. Genau diesen Punkt habe ich übersehen. Ich und Premier Zhou wissen wenig von diesen Planungsangelegenheiten. Ich will mich hier nicht entschuldigen, obwohl dies durchaus eine Entschuldigung ist. Bis zum August letzten Jahres habe ich mich im Wesentlichen der politischen Revolution zugewendet. Für die Fragen des wirtschaftlichen Aufbaus bin ich wirklich nicht kompetent.“
Als Erfolg konnte Mao reklamieren, dass, trotz aller schweren Fehler in der Umsetzung, die natürlich abzustellen seien, es im Jahr 1958 eine Rekordernte gegeben habe und dass die Zahl der von Hungersnöten betroffenen Menschen abgenommen habe. Dies gilt auch noch nach den heutigen Zahlen (siehe Tabelle 1 und 4). Fehler und schlimme Dinge im Detail würden eine grundlegende Umorientierung nicht rechtfertigen.
Mao übernahm die Gesamtverantwortung für den Großen Sprung, er betonte aber auch die Verantwortung derer, die für die Durchführung zuständig waren. Ke Qingshi, der Shanghaier Parteichef, hatte die Stahlkampagne vorgeschlagen, Li Fuchun war für die Gesamtplanung verantwortlich, Tan Zhenlin und Lu Liaoyan waren für die Landwirtschaft zuständig, viele Provinzführer bezeichnete er als „linksradikal“. Seine Kritiker beschimpfte Mao mit bisher nicht dagewesener Schärfe, manchmal fast hysterisch. Abgehoben bis weltfremd drohte er, dass, wenn sich die Anwesenden den Ansichten Peng Dehuais anschlössen und ihn stürzen würden, er sich in die Berge zurückziehen, Truppen aufstellen und dann das Land erneut mit einem Guerillakrieg überziehen würde. Anschließend forderte er die Partei auf, sich zwischen ihm und Peng zu entscheiden.
Im Anschluss an seine Rede ging Mao auf Peng zu: „Minister Peng, reden wir miteinander.“ Peng grüßte Mao stramm und antwortete: „Wir haben nichts mehr miteinander zu reden.“ Nun war der Bruch gekommen.
Mao wusste, dass er das Vertrauen der Parteiführung verloren hatte, und bemerkte bitter: „Ihr seid alle gegen mich, obwohl ihr meinen Namen nicht nennt.“ Die Mehrheit des Politbüros stand in der Sache nicht hinter Mao, missbilligte jedoch Pengs Angriff auf die Person Mao und fürchtete Spaltungstendenzen in der Partei.

#### Das Ergebnis der Konferenz
Am 2. August betonte Mao in einer Rede vor einem eigens einberufenem Plenum des Zentralkomitees, dass die Partei vor einer Spaltung stehe. Nach langer scharfer Diskussion stellte sich die Mehrheit hinter Mao. Entscheidend war, dass Liu Shaoqi, der Staatspräsident, und Zhou Enlai, der Ministerpräsident, Mao rigoros unterstützten. Auch Deng schloss sich dem Widerstand nicht an. Die Kritiker Maos wurden zu Selbstkritik gezwungen, Peng Dehuai und seine Anhänger als Rechtsabweichler verurteilt. Peng und Zhang verloren ihre Regierungsämter, behielten jedoch ihre Mitgliedschaft im Politbüro.
In der Sache musste Mao deutliche Korrekturen an seinem Entwicklungskonzept akzeptieren. Die Befugnisse der Volkskommunen wurden auf die Verwaltung der Schulen, Fabriken, Verkehrsmittel, des Maschinenparks und des Saatgutes beschränkt. Die Kommuneleitung behielt zwar das Recht, Mitglieder der Produktionsbrigaden in beschränktem Umfang zu öffentlichen Arbeiten heranzuziehen, das Schwergewicht der Befugnisse verlagerte sich aber weiter auf die Produktionsbrigaden, also auf die Ebene der Landwirtschaftlichen Produktionsgenossenschaften (LPG). Ihnen wurde der Landbesitz übertragen und ihr Besitz an Ackerbaugerät und Großvieh wurde bestätigt. Außerdem erhielten sie das Recht auf eigene Rechnungsführung.
Am 17. August endete die Konferenz. In der Folge der Konferenz von Lushan kam es in der ganzen Volksrepublik China zu einer erneuten Verfolgung von sogenannten Rechtsabweichlern. Von 1959 bis 1960 wurden etwa 3,6 Millionen Parteimitglieder als Rechtsabweichler verfolgt.
Die Verlagerung der Kompetenzen weg von den Volkskommunen war nicht der Schlusspunkt der Entwicklung. Schon bald nach der Konferenz wurden weitere Verlagerungen von Kompetenzen hin zu den Produktionsbrigaden beschlossen.

### Die Hungersnot
Die Bevölkerung Chinas war über die ganzen 1950er Jahre schlecht ernährt. Nach internationalen Standards braucht ein durchschnittlicher Mensch mindestens 1.900 kcal pro Tag. Für China entsprach das 300 kg ungeschältem Getreide pro Jahr. Bei 650 Mio. Chinesen im Jahr 1960 waren also mindestens 195 Millionen Tonnen ungeschältes Getreide nötig, um die Bevölkerung halbwegs zu ernähren.
Die Getreideproduktion des Jahres 1959 lag aber nur bei etwa 170 Millionen Tonnen, etwa 13 Prozent weniger als die des Jahres 1958. Es war der erste Rückgang in der landwirtschaftlichen Produktion seit Gründung der Volksrepublik China und sie reichte schon von ihrer Menge her nicht aus, die Bevölkerung zu ernähren. Teilweise konnte der Verlust durch Unwetter erklärt werden (siehe Tabelle 1), im Wesentlichen war der Ernterückgang auf die Politik zurückzuführen. Die durch den Ernterückgang ausgelöste Ernährungskrise wurde nun durch andere Elemente verstärkt.
In der Erwartung einer guten Ernte war ein Teil der Ernte bereits für den Export verplant, um Schulden zu bezahlen. Auch hatte sich die Anzahl der Menschen in den Städten, die durch den Staat ernährt werden mussten, in den Jahren 1957 und 1958 deutlich erhöht. Dies bedeutete, dass die Abgabenlast der Bauern für das Jahr 1959 deutlich erhöht werden musste. Im Oktober und November des Jahres 1959 mussten etwa 52 Millionen Tonnen Getreide, rund 36 Prozent der Ernte, an den Staat abgeführt werden. (siehe Tabelle 1)
Verschlimmert wurde die Sache dadurch, dass die lokalen Kader teils deutlich mehr Getreide eintrieben als von oben vorgegeben. Nicht nur die Bauern, jede Ebene der Kader versteckte Getreide. Um die eigene Hungersnot zu lindern, wurde die der Bauern weiter vergrößert (siehe Tabelle 2). Hinzu kam, dass durch neu eingerichtete zentrale Speicher und durch das Verstecken mehr Getreide durch Schädlinge verdorben wurde als früher.
Durch Reformen lenkte die Partei gegen diese Auswüchse. In den Jahren 1960 und 1961 gab es dann aber ein weiteres schlimmes Problem. Die Bauern, die selbst gegen das Verhungern kämpften, sollten für die nächste Ernte körperlich hart arbeiten.
Aus Angst, Opfer der erneuten Verfolgung von sogenannten Rechtsabweichlern zu werden, hatten einige regionale Parteikader die Ernteerträge viel höher angegeben als sie tatsächlich waren. In vielen dieser Regionen musste fast die gesamte Getreideernte abgegeben werden und Parteikader zogen von Dorf zu Dorf, um nach verstecktem Getreidevorräten zu suchen. In diesen teilweise mit Gewalt durchgeführten Suchaktionen wurden viele Bauern gefoltert und getötet. Die höchste Zahl von Hungertoten gab es zu Beginn des Jahres 1960, zwei bis drei Monate nach Durchführung der Getreideabgabe.
Auswirkungen der Hungersnot waren in ganz China zu spüren, das Ausmaß war jedoch regional unterschiedlich. Die städtische Bevölkerung war grundsätzlich besser versorgt als die ländliche, weil das staatliche Getreideverteilungssystem Städte bevorzugte. Auf dem Land hatte Geschlecht, Alter, Partei- und Volkszugehörigkeit und die soziale Herkunft einen Einfluss auf die Mortalitätsrate. Ehemalige Großgrundbesitzer und wohlhabende Bauern, frühere Angehörige der Kuomintang, Religionsführer und als Rechtsabweichler eingestufte Personen sowie ihre jeweiligen Familien wurden nachrangig mit Nahrungsmitteln versorgt. Ältere Menschen erhielten in den Gemeinschaftsküchen wegen ihrer geringeren Arbeitsleistung häufig zu wenig zu essen, um zu überleben. Innerhalb von Familien wurde männlicher Nachwuchs besser versorgt als der weibliche. In einigen Landesteilen blieben aber die Grundschulen noch Jahre später geschlossen, da keine schulpflichtigen Kinder überlebt hatten. Zu Arbeitslager Verurteilte hatten gleichfalls eine geringere Überlebenschance, da diese sich tendenziell in den unfruchtbareren Regionen befanden und diese Provinzen meist unter Führung von Parteiangehörigen standen, die die Kampagnen des Großen Sprungs nach vorn mit großer Härte umsetzten. Eine im Vergleich zur Gesamtbevölkerung geringere Mortalitätsrate hatten Parteiangehörige, weil sie bei der Nahrungsmittelversorgung bevorzugt wurden. In vielen Volkskommunen aßen sie in anderen Kantinen als die anderen Kommunarden. Selbst in den Arbeitslagern wurden ehemalige Angehörige der Partei besser versorgt als die übrigen Insassen.
Amartya Sen vergleicht die Hungersnot während des Großen Sprungs in China mit der allgemeinen Ernährungslage in Indien und schreibt: „Trotz der gewaltigen Sterblichkeit während der Hungersnot in China wird diese vom gewöhnlichen Mangel zu normalen Zeiten in Indien weitaus in den Schatten gestellt.“ Er beschreibt den Vorsprung Chinas gegenüber Indien im Gesundheitswesen, in der Alphabetisierung und der Lebenserwartung der Bevölkerung und merkt an: „Es gelingt Indien offenbar, alle acht Jahre mehr Menschen unter die Erde zu bringen als China in seinen Jahren der Schande.“

#### Henan als Beispiel einer betroffenen Provinz
Die politische Haltung der jeweiligen Provinz- und Kreisführer beeinflusste, wie stark sich die Hungersnot regional jeweils auswirkte. Zu den von der Hungersnot besonders stark betroffenen Provinzen zählte neben Anhui, Guangxi, Guizhou auch beispielsweise Henan.
Whu Zhipu verwirklichte in Henan besonders radikale Projekte des Großen Sprungs und errichtete eine Terrorherrschaft mit besonders vielen Hungertoten. Die Zentrale in Peking erwähnte Henan mit der Modellregion Xinyang mehrfach lobend und erfuhr von der traurigen Realität erst zu Beginn des Jahres 1960. Im Winter 1960 schickte die Zentrale 30.000 Soldaten, um die bisherige Modellregion Xinyang zu besetzen und die Regierung zu verhaften.
In Henan hatte sich 1958 nach einem innerparteilichen Machtkampf Whu Zhipu gegenüber dem moderateren Pan Fusheng durchgesetzt. Whu Zhipu zählte zu den fanatischsten Anhängern Mao Zedongs und machte Henan zum Experimentierfeld der radikalsten Projekte des Großen Sprungs nach vorn. Der Sinologe Felix Wemheuer argumentiert, dass durch den Machtkampf zwischen diesen zwei Vertretern einer unterschiedlichen Politikrichtung politische Tabus entstanden, die später eine Korrektur der Fehlentwicklungen nicht mehr möglich machten. Wu Zhipus Macht war vom Erfolg des Großen Sprungs nach vorne abhängig, ein auch nur teilweises Eingeständnis des Scheiterns dieser Politik hätte bedeutet, dass Pan Fushengs Absetzung unrechtmäßig gewesen wäre. Wer in dieser Provinz die Ansicht vertrat, dass den Bauern zu wenig Getreide zur Verfügung stünde, diese hungerten oder über die Misshandlungen von Bauern durch Kader berichtete, setzte sich der Gefahr aus, selbst verfolgt zu werden. 1958 hatte die Sterblichkeitsrate in dieser Provinz bereits 12,69 ‰ betragen, d. h. auf je 10.000 Personen kamen jährlich rund 127 Todesfälle. Im Jahr 1960 verdreifachte sich diese Zahl auf 39,56 ‰ oder rund 396 Todesfälle je 10.000 Personen. Die Zahl der Geburten sank von 1.621.000 im Jahr 1958 auf 680.000 im Jahr 1960. Zentraler Grund für die Hungersnot in dieser Provinz war der radikale Abzug der Getreideressourcen von den Dörfern vor dem Hintergrund vermeintlicher Rekordernten. Pro Kopf standen auf dem Land zwischen 1959 und 1961 zwischen 131 und 155 Kilogramm Getreide zur Verfügung. Eine ausreichende Ernährung war erst ab deutlich über 200 Kilogramm gesichert. Die Provinzregierung musste Gewalt anwenden, um den Bauern so viel Getreide abzunehmen. Wurden die Angaben nicht erfüllt, ging die Provinzregierung davon aus, dass die Bauern das Getreide versteckten und zu niedrige Produktionsergebnisse meldeten. Besonders radikal wurde diese Politik in der Präfektur Xinyang umgesetzt, die damals 17 Kreise umfasste und in der etwa 50 Millionen Menschen lebten. Diese Modellregion hatte 1958 mit Rekorderträgen auf sich aufmerksam gemacht, hier war die erste Volkskommune errichtet worden. Die Getreiderequirierung ging hier mit so starken Repressionen einher, dass einige Kreise sogar das Saatgetreide und die Nahrungsrationen abführten. Wie viele Menschen in dem anschließenden Massensterben, das als Zwischenfall von Xinyang in die Literatur einging, umkamen, lässt sich nicht mehr eindeutig feststellen. Jasper Becker geht von etwa einer Million Toten aus; ein von Felix Wemheuer interviewter Parteihistoriker, der Zugang zum Provinzarchiv hatte, berichtete von 2,4 Millionen Toten, wobei es mehr Tote auf Grund der Repressalien als Hungertote gegeben hätte. Die Provinzführung um Wu Zhipu deckte diese Terrorherrschaft zunächst, die Zentrale in Peking erfuhr davon erst zu Beginn des Jahres 1960. Im Winter 1960 schickte die Zentrale 30.000 Soldaten, um diese Modellregion zu besetzen, die lokale Führung um Lu Xianwen zu verhaften und durch Hilfslieferungen und eine medizinische Notversorgung die Lage der Bauern zu verbessern. Die neue Führung dieser Präfektur verurteilte die alte Führung scharf und beschuldigte sie des Mordes und der Folter. Als Ursache der Hungersnot wurde offiziell aber nicht die radikale Umsetzung des Großen Sprungs nach vorn, sondern ein Wiedererstarken von Großgrundbesitzern und anderen konterrevolutionären Kräften genannt. Die Katastrophenhilfe wurde entsprechend als „Nachhilfeunterricht in der demokratischen Revolution“ bezeichnet, der mitverantwortliche Wu Zhipu nicht zur Rechenschaft gezogen.

#### Hungersnot und ethnische Minderheiten
Für die unterschiedliche Auswirkung auf einzelne Volksgruppen gibt es eine Vielzahl von Beispielen: Südlich des Gelben Flusses waren beispielsweise Han-Chinesen stärker von der Hungersnot betroffen als die dortigen ethnischen Minderheiten. Han-Chinesen siedelten überwiegend in den fruchtbaren und leicht zugänglichen Talregionen, was in normalen Jahren einen höheren Lebensstandard bedingte. Han-Chinesen waren während der Zeit des Großen Sprungs nach vorn jedoch stärker von Getreiderequirierungen betroffen als Angehörige der in den unzugänglicheren Gebieten lebenden ethnischen Minderheiten.
Das 17-Punkte-Abkommen, das Repräsentanten der tibetischen Regierung am 23. Mai 1951 unterzeichneten, sicherte Zentraltibet neben der regionalen Autonomie und Religionsfreiheit auch eine Garantie zu, dass das existierende politische System in Tibet unverändert bleibe. In diesem neu geschaffenen „Autonomen Gebiet Tibet“ unternahm die chinesische Regierung zunächst keine der Reformanstrengungen. Anders sah es in den Teilen Tibets aus, die Bestandteil der chinesischen Provinzen Sichuan, Qinghai, Gansu und Yunnan wurden, wo es auf Grund der Landreformen und der Kollektivierungswellen bereits 1955 zu größeren Unruhen unter der tibetischen Bevölkerungsgruppe kam. Am 10. März 1959 brach schließlich der Tibetaufstand aus, der von chinesischen Truppen mit großer Brutalität niedergeschlagen wurde und während dessen bis zu 100.000 Tibeter nach Indien flohen. Jasper Becker verneint, dass während des Großen Sprungs nach vorn der Hungertod von Tibetern bewusst in Kauf genommen worden sei und verweist auf die große Zahl an Toten auch unter den Han-Chinesen in diesen Regionen. Er betont jedoch, dass der kulturelle Umbruch für die tibetische Bevölkerung während des Großen Sprungs nach vorne größer war und dass dies zu einer so hohen Zahl an Hungertoten unter der tibetischen Bevölkerung führte. Die Tibeter waren traditionell entweder Nomaden oder Bauern, die überwiegend Gerste anbauten, das meist zu Tsampa verarbeitet wurde. Während des Großen Sprungs nach vorn wurden Nomaden zu einer sesshaften Lebensweise gezwungen. Das traditionelle Schlachten eines Teils des Viehbestands vor Wintereinbruch wurde ihnen weitgehend verboten, worauf ein großer Teil des Viehs während der Wintermonate verhungerte. Sowohl die Nomaden als auch die sesshaften Tibeter wurden zum Anbau von Getreidearten gezwungen, die für die klimatischen Bedingungen der Region ungeeignet waren. Trotzdem wurden vermeintliche Rekordernten gemeldet, die zu exzessiven Getreiderequirierungen führten und als diese nicht geliefert wurden, zu weitreichenden Repressalien.

#### Reaktionen der Bevölkerung
Die ländliche Bevölkerung griff während der Hungersnot zunächst auf traditionelle Notnahrungsmittel wie Baumrinde und -blätter, Gras und Wildkräuter zurück. Mit zunehmender Not wurde der Tod einzelner Familienmitglieder verschwiegen, um so an ihre Lebensmittelrationen zu gelangen, Frauen prostituierten sich gegen Lebensmittel, Kinder wurden ausgesetzt oder verkauft. Aus den meisten Regionen wird auch von Kannibalismus berichtet.
Eine Binnenmigration in von der Hungersnot weniger betroffene Regionen Chinas war eine traditionelle Reaktion auf schwerwiegende Nahrungsengpässe. Dazu kam es auch während des Großen Sprung nach vorn. Da die Bevölkerung jedoch keine Information über das Ausmaß der Hungersnot hatte, starben viele auf der Flucht, weil ihr Weg sie in Regionen führte, deren Nahrungssituation nicht besser war. Gleichzeitig versuchte in einigen Regionen die Miliz diese Fluchtbewegungen zu verhindern. In Henan und Anhui, zwei von der Hungersnot besonders betroffene Regionen, errichtete die Miliz Straßensperren. In Xinjiang wurden Kasachen, die über die Grenze zu ihren Stammesangehörigen in der Sowjetunion fliehen wollten, erschossen. Eine Ausnahme davon stellten einige Kreisregierungen in Hebei dar, die eine Auswanderung in die Mandschurei unterstützten.
Lokale Aufstände und Gegenwehr gegen die exzessive Getreiderequirierung gab es vermutlich in ganz China. Belegt sind Angriffe auf staatliche Getreidelager unter anderem für die Provinzen Anhui und Sichuan. In Shandong wurden frühere Kuomintang-Offiziere angeklagt, solche Rebellionen organisiert zu haben und wurden dafür hingerichtet. In Hebei, wo muslimische Hui-Chinesen ein Getreidelager überfielen, wurde das Getreidelager mit Stacheldraht umzäunt und von mit Maschinengewehren bewaffneten Miliztruppen bewacht. In Gansu stürmten verzweifelte Bauern sogar einen Armeezug, um an Nahrung zu gelangen. In Chengdu wurde der Führer der lokalen Miliz inhaftiert, weil er seinen Männern nicht befohlen hatte, auf die Bauern zu schießen, die erfolgreich ein Getreidelager stürmten. In der Regel war die Bevölkerung jedoch außerstande, Widerstand in größerem Ausmaß zu organisieren. Ihnen fehlten dazu die Waffen und selbst wenn die Miliz nicht in der Lage war, einen Aufstand niederzuschlagen oder sich gar den Aufständischen anschloss, konnten Regierungskreise immer noch auf die Armee zurückgreifen. Diese war ebenso wie die städtische Bevölkerung besser mit Nahrung versorgt. Die Zahl der Aufstände war jedoch immerhin so zahlreich, dass Liu Shaoqi 1962 vor einem Bürgerkrieg warnte.

### Innen- und außenpolitische Lage im Jahr 1960 und 1961
Der Journalist Jasper Becker nennt die politische Situation zu Beginn des Jahres 1960 bizarr. Den meisten hochrangigen Parteimitgliedern war die Hungersnot im Land bewusst, nach der Konferenz von Lushan sahen sie sich jedoch außerstande, diese offiziell zur Kenntnis zu nehmen, bevor Mao Zedong dies tat. Chén Yún, der die Provinz Henan besucht hatte, zog sich mit der Begründung, er sei krank, in seine Villa in Hangzhou zurück und wandte sich dem Studium der für diese Region typischen Opern zu. Er kehrte erst 1961 nach Peking zurück. Liu Shaoqi verbrachte die größte Zeit des Jahres 1960 in Hainan und schob vor, sich dem Studium von Wirtschaftsfragen zu widmen. Deng Xiaoping konzentrierte sich auf das zunehmende Zerwürfnis zwischen China und der Sowjetunion. Mitte des Jahres 1960 kam es zwischen den beiden Ländern zu einem endgültigen Bruch und die Sowjetunion zog im Juli 1960 ihre noch verbliebenen rund 15.000 sowjetischen Berater ab. Jasper Becker vertritt die Ansicht, dass der Abzug der sowjetischen Berater der chinesischen Parteiführung willkommen war, da damit auch verhindert wurde, dass Nachrichten über diese weitreichende Hungersnot an die sowjetische Führung gelangen konnten. Nach dem Abzug der sowjetischen Berater war China international weitgehend isoliert, Nachrichten über die Lage im Inland konnten kaum ins Ausland dringen. Die Parteiführung legte außerdem fest, dass außer der Renmin Ribao und dem zweimonatlich erscheinenden Magazin Rote Fahne keine andere Publikation ins Ausland ausgeführt werden dürfe. Auch innerhalb der Volksrepublik China blieb das Ausmaß der Hungersnot der Bevölkerung weitgehend verborgen. Innerhalb der Volksrepublik waren Reisen nur eingeschränkt möglich, der Briefverkehr wurde überwacht, nur wenige Chinesen besaßen Zugang zu Telefonen. Der chinesische Journalist und Buchautor Yang Jisheng erklärte in einem Interview mit der New York Times, dass er selbst lange überzeugt gewesen sei, dass der Sprung nach vorn erfolgreich gewesen wäre und die Hungersnot, die während dieser Jahre in seinem Heimatdorf herrschte, ein isoliertes Einzelereignis gewesen wäre. Erst ein knappes Jahrzehnt später wäre ihm zufällig ein Dokument der Roten Garden in die Hände gelangt, in dem der damalige Führer der Provinz Hubei 300.000 Hungertote eingestanden hatte und ihm wäre damit erstmals das Ausmaß der Hungersnot bewusst geworden.
Im November 1960 wurde erstmals seitens Regierungsstellen verlautbart, dass Naturkatastrophen und der Zwang, Darlehen an die Sowjetunion zurückzuzahlen, zu Nahrungsengpässen führte. Beide Erklärungsansätze werden heute überwiegend verworfen. Nach dem weitgehenden Bruch mit der Sowjetunion legte Mao Zedong großen Wert darauf, die ausstehenden Darlehen schneller zurückzuzahlen als die Verträge mit der Sowjetunion dies vorsahen. Der Verweis auf Naturkatastrophen erlaubte allerdings Zhou Enlai, Li Fuchun und Li Yinnian die Verträge mit den sozialistischen Handelspartnern auszusetzen, da diese eine Vertragsklausel hatten, dass bei höherer Gewalt Teile oder der gesamte Vertrag nichtig würden. Zhou Enlai und Chén Yún gelang es auch, Mao davon zu überzeugen, Getreide aus kapitalistischen Ländern zu importieren. Der erste solche Vertrag über Getreidelieferungen aus Kanada und Australien wurde in Hongkong gegen Ende des Jahres 1960 unterzeichnet. 1961 wurden knapp 6 Millionen Tonnen Getreide eingeführt. Hauptlieferanten waren Kanada und Australien, in weit geringerem Umfang aber auch die Bundesrepublik Deutschland und Frankreich. Um die notwendigen Devisen für diese Importe zu beschaffen, wurden Fleisch und Eier in die damalige britische Kronkolonie Hongkong exportiert und Silber an der Börse in London verkauft. Der asiatische Markt wurde außerdem mit Textilien überschwemmt, obwohl diese dringend in der Volksrepublik China selbst benötigt wurden. Handelsminister Ye Jizhuang lehnte im April 1961 die Angebote der Sowjetunion, Hilfsgüter zu liefern, vorerst ab. Als sich die Ernährungslage im Sommer 1961 jedoch nicht verbesserte, fragte Zhou Enlai in der Sowjetunion an, ob eine Lieferung von zwei Millionen Tonnen Getreide möglich sei. Ihm wurde deutlich gemacht, dass dies nur noch gegen Devisen möglich sei und die Anfrage weitgehend unbeantwortet gelassen. Erst Monate später deuteten sowjetische Vertreter gegenüber Deng Xiaoping an, selbst größere wirtschaftliche Schwierigkeiten zu haben.
Nicht alle Getreideimporte waren für die chinesische Bevölkerung bestimmt. Reis, der von der Volksrepublik China in Myanmar gekauft wurde, wurde zu einem großen Teil in das damalige Ceylon geliefert, um ausstehenden Verpflichtungen nachzukommen. Weitere 160.000 Tonnen Reis wurden in die Deutsche Demokratische Republik exportiert, um das Handelsdefizit mit diesem Land zu reduzieren. Um den Anspruch auf eine führende Rolle unter den sozialistischen Ländern zu unterstreichen, lieferte China noch auf dem Höhepunkt der Hungersnot Getreide kostenlos an befreundete Länder. Albanien, das zu dem Zeitpunkt eine Bevölkerung von rund 1,4 Millionen Menschen hatte, erhielt beispielsweise 60.000 Tonnen Weizen. Zwischen August 1960 und den ersten Monaten 1961 wurden noch 100.000 Tonnen Getreide an Kuba, Indonesien, Polen und Vietnam gesendet. Myanmar, Kambodscha, Vietnam und Albanien erhielten darüber hinaus großzügige Darlehen. US-Präsident John F. Kennedy verwarf Hilfsangebote an die Volksrepublik China mit Hinweis auf diese Exporte. Das Internationale Rote Kreuz unterbreitete der chinesischen Regierung Hilfsangebote in so undiplomatischer Weise, dass Regierungskreise diese mit Hinweis auf eine ungewöhnlich reichhaltige Ernte im Jahre 1960 ablehnten.
Zu den außenpolitischen Erfolgen der Volksrepublik gehörten mehrere Besuche ausländischer Politiker, denen auf Grund der Abschirmmaßnahmen während ihres Besuches ausgewählter Vorzeigekommunen das Ausmaß der Not verborgen blieb. Gegenüber François Mitterrand, der zu dem Zeitpunkt Senator des Wahlkreises Nièvre war, erklärte Mao 1961, dass China keine Hungersnot erleide, sondern lediglich einige Engpässe durchlebe. John Temple, konservatives Mitglied des britischen Parlaments kehrte gegen Ende des Jahres 1960 von einem Besuch in China zurück und erklärte, dass Kommunismus funktioniere und das Land große Fortschritte gemacht habe. Die DDR hatte 1960 noch die Einführung der Volkskommunen begrüßt, die mit der eigenen weiteren Kollektivierung und der Einführung der Landwirtschaftlichen Produktionsgenossenschaften parallel lief. Als chinesische Aussteller 1960 auf der Landwirtschaftsausstellung in Markkleeberg allerdings das chinesische Konzept der Gemeinschaftsernährung propagierten, sah man sich auf Seiten der DDR dazu veranlasst mitzuteilen, dass die Einführung von zentralen Kantinen bei den LPGs der DDR nicht vorgesehen sei.
Im April 1962 flohen etwa 140.000 Menschen aus der Volksrepublik nach Hongkong, die Hungerkatastrophe wurde damit auch der Weltöffentlichkeit bekannt. Dabei hatten die festlandchinesischen Behörden zeitweilig die Grenzen geöffnet. Die britischen Behörden der Kronkolonie wandten sich unter anderem an die Amerikaner und schlugen mögliche Nahrungsmittelverkäufe vor. Spenden wurden abgelehnt, insbesondere weil man davon ausging, dass dies weder in der amerikanischen Öffentlichkeit angenommen worden wäre noch die chinesisch-amerikanischen Beziehungen verbessert hätte. Die amerikanische Regierung wurde durch das Konsulat in Hongkong detailliert über die Veränderungen auf dem chinesischen Festland informiert und hatte 1962 durch infolge des Tibetaufstand 1959 vom CIA ausgebildete Tibeter Zugriff auf geheime Dokumente der Volksbefreiungsarmee erhalten. Die politische Szene in Washington nahm die Veränderungen erst mit dem Beginn der Kulturrevolution breiter zur Kenntnis, was unter Nixon zur Ping-Pong-Diplomatie führte.

## Ergebnisse
Das gravierendste Ergebnis des Großen Sprungs war die große Hungersnot von 1959 bis 1961 mit 15 bis 45 Mio. Toten. Der Sinologe Klaus Mühlhahn beziffert die glaubwürdigsten Schätzungen auf 27 bis 30 Mio. Nur mühsam und durch Einfuhr ausländischen Getreides konnte sie Anfang der 1960er Jahre überwunden werden. Auch gab es durch oft nur schlecht durchdachte Aktionen Umweltschäden teils beträchtlichen Ausmaßes. Während der Stahlkampagne von Winter 1958 bis Frühjahr 1959 gab es beträchtliches Abholzen von Wäldern an Berghängen. Für die Infrastruktur wurde zu Beginn der Kampagne viel Aufwand investiert, die Ergebnisse waren jedoch sehr unterschiedlich. Durch die Ausrichtung auf vorzeigbare Mengen wurde sowohl die Instandhaltung bestehender Anlagen wie auch die Qualität der neu errichteten Anlagen vernachlässigt. Bei vielen Straßen und Dämmen musste nachgebessert werden. Ab Mitte 1959 wurden wegen der Hungersnot die Leistungen für die Infrastruktur massiv heruntergefahren. Besondere Steigerungen gab es in den Bereichen Telekommunikation und Stromversorgung auf dem Land. Zwischen 1957 und 1960 stieg die Zahl der Telefonbenutzer auf dem Land von 200.000 auf 920.000, die Anzahl der Postämter von 38.000 auf 54.000, die Stromerzeugung stieg von 108 Mio. kWh auf 992 Mio. kWh. In der allgemeinen Industrieproduktion blieben trotz aller Anstrengungen die Fortschritte weitgehend aus (siehe Tabelle 8).
Die Volkskommunen verloren ab 1959 schrittweise viele ihrer Kompetenzen an die darunterliegenden Produktionsbrigaden und Produktionsmannschaften sowie an die übergeordneten Stellen, sie blieben aber in ihrer reduzierten Funktion wichtige Elemente der ländlichen Struktur. Die Volkskommunen mit durchschnittlich 7000 Mitgliedern blieben für die Dinge zuständig, die vom Aufwand für die Produktionsbrigaden zu groß waren. Dies konnten Industriebetriebe sein, Aufgaben in der Infrastruktur, der Bildung, der medizinischen Betreuung und der sozialen Absicherung.

## Tabellen und Daten
Tabelle 1

Die folgende Tabelle zeigt die Entwicklung der Getreideernte, der abzuliefernden Menge an Getreide als Agrarsteuer, die den Bauern verbliebene Getreidemenge (pro Person), die Anzahl der Bauern, die zum Getreideanbau verwendete Fläche, den Anteil der von Unwetter betroffenen Fläche und Weiteres. Von Unwetter betroffene Fläche heißt hier eine Ertragsreduktion von mindestens 30 %.
| Jahr | Getreideernte | Abgelieferte Getreidemenge als Agrarsteuer | Verbleibende Getreidemenge pro Landbewohner | Arbeiter in der Landwirtschaft | Zum Getreide- anbau verwendete Fläche | Zugtiere | Landmaschinen | Bewässerte Felder | Verwendeter Kunstdünger | Von Unwetter betroffene Fläche |
| ---- | ------------- | ------------------------------------------ | ------------------------------------------- | ------------------------------ | ------------------------------------- | -------- | ------------- | ----------------- | ----------------------- | ------------------------------ |
|      | Mio. To       | Mio. To                                    | kg/Person                                   | Mio.                           | Mio. Hektar                           | Mio.     | Mio. PS       | %                 | Mio. To                 | %                              |
| 1952 | 164           | 33                                         | 270                                         | 173                            | 124                                   | 76       | 0,3           | 19,5              | 0,08                    | 2,9                            |
| 1953 | 167           | 47                                         | 257                                         | 177                            | 127                                   | 81       | 0,4           | 20,1              | 0,12                    | 4,9                            |
| 1954 | 170           | 51                                         | 265                                         | 182                            | 129                                   | 85       | 0,5           | 22,5              | 0,16                    | 8,5                            |
| 1955 | 184           | 48                                         | 278                                         | 186                            | 130                                   | 88       | 0,8           | 23,2              | 0,24                    | 5,2                            |
| 1956 | 193           | 40                                         | 306                                         | 185                            | 136                                   | 88       | 1,1           | 24,3              | 0,33                    | 8,2                            |
| 1957 | 195           | 46                                         | 295                                         | 193                            | 134                                   | 84       | 1,7           | 24,8              | 0,37                    | 9,5                            |
| 1958 | 200           | 52                                         | 286                                         | 155                            | 128                                   | 78       | 2,4           | 31,5              | 0,55                    | 5,2                            |
| 1959 | 170           | 64                                         | 223                                         | 163                            | 116                                   | 79       | 3,4           | 28,4              | 0,54                    | 9,7                            |
| 1960 | 143           | 47                                         | 212                                         | 170                            | 122                                   | 73       | 5,0           | 28,8              | 0,66                    | 15,3                           |
| 1961 | 148           | 37                                         | 229                                         | 197                            | 121                                   | 69       | 7,1           | 29,7              | 0,45                    | 18,6                           |
| 1962 | 160           | 32                                         | 241                                         | 213                            | 122                                   | 70       | 10            | 30,8              | 0,63                    | 11,9                           |
| 1963 | 170           | 37                                         | 245                                         | 220                            | 121                                   | 75       | 12            | 31,5              | 1,0                     | 14,3                           |
| 1964 | 188           | 40                                         | 270                                         | 228                            | 122                                   | 79       | 13            | 32,2              | 1,3                     | 8,8                            |
| 1965 | 195           | 39                                         | 271                                         | 234                            | 120                                   | 84       | 15            | 33,2              | 1,9                     | 7,8                            |
| 1966 | 214           | 41                                         | 287                                         | 243                            | 121                                   | 87       | 17            | 34,0              | 2,3                     | 6,7                            |
| 1967 | 218           | 41                                         | 287                                         | 252                            | 119                                   | 90       | 20            | 35,1              | 2,4                     | ?                              |
| 1968 | 209           | 40                                         | 265                                         | 261                            | 116                                   | 92       | 22            | 36,0              | 2,7                     | ?                              |
| 1969 | 211           | 38                                         | 266                                         | 271                            | 118                                   | 92       | 26            | 36,9              | 3,1                     | ?                              |
| 1970 | 240           | 46                                         | 289                                         | 278                            | 119                                   | 94       | 29            | 38,3              | 3,4                     | 2,3                            |
| 1971 | 250           | 44                                         | 298                                         | 284                            | 121                                   | 95       | 38            | 39,2              | 3,8                     | 5,1                            |
| 1972 | 241           | 39                                         | 286                                         | 283                            | 121                                   | 96       | 50            | 40,0              | 4,3                     | 11,6                           |
| 1973 | 265           | 48                                         | 303                                         | 289                            | 121                                   | 97       | 65            | 41,0              | 4,8                     | 5,1                            |
| 1974 | 275           | 47                                         | 307                                         | 292                            | 121                                   | 98       | 81            | 42,2              | 5,4                     | 4,4                            |
| 1975 | 285           | 53                                         | 315                                         | 295                            | 121                                   | 97       | 102           | 44,1              | 6,0                     | 6,7                            |
| 1976 | 286           | 49                                         | 317                                         | 294                            | 121                                   | 95       | 117           | 45,4              | 6,8                     | 7,6                            |
| 1977 | 283           | 48                                         | 313                                         | 293                            | 120                                   | 94       | 140           | 49,1              | 7,6                     | 10,2                           |

Tabelle 2

Die folgende Tabelle zeigt verschiedene Zahlen der Abgabenlast der chinesischen Bauern. Gemäß diesen Zahlen wurde während des Großen Sprungs mehr Getreide von den lokalen Behörden eingetrieben, als von der Zentralregierung vorgegeben.
|      | Ernteertrag (Mio. Tonnen) | Ernteertrag (Mio. Tonnen) | Abgaben (Mio. Tonnen) | Abgaben (Mio. Tonnen)               | Abgaben (Mio. Tonnen)            |
|      | Frucht ungeschält         | Frucht geschält           | Frucht geschält       | Frucht geschält                     | Frucht geschält                  |
| Jahr |                           |                           | Zahlen von 1983 1     | Zahlen während des Großen Sprungs 2 | Nachgebesserte Zahlen von 1962 3 |
| ---- | ------------------------- | ------------------------- | --------------------- | ----------------------------------- | -------------------------------- |
| 1958 | 200                       | 160                       | 51,0                  | 56,3                                | 66,3                             |
| 1959 | 170                       | 136                       | 67,5                  | 60,7                                | 72,2                             |
| 1960 | 145                       | 116                       | 51,1                  | 39,0                                | 50,4                             |
| 1961 | 147                       | 118                       | 55,0                  | 34,0                                | –                                |

Tabelle 3

China war in den 50er Jahren eines der ärmsten Länder der Welt. In der Rangliste des Zentrums für internationale Vergleiche der Universität von Pennsylvania wurde China als ärmstes Land eingestuft. Die Liste der ärmsten Länder zeigt die folgende Tabelle.
| Reihenfolge                                                       | 1952            | 1953            | 1954            | 1955            | 1956            | 1957            |
| ----------------------------------------------------------------- | --------------- | --------------- | --------------- | --------------- | --------------- | --------------- |
| Ärmstes Land                                                      | China (468)     | China (483)     | China (490)     | China (504)     | China (552)     | China (568)     |
| Zweitärmstes Land                                                 | Äthiopien (730) | Äthiopien (759) | Malawi (558)    | Malawi (571)    | Malawi (562)    | Malawi (587)    |
| Drittärmstes Land                                                 | Indien (840)    | Indien (870)    | Äthiopien (583) | Ghana (662)     | Ghana (769)     | Äthiopien (750) |
| Viertärmstes Land                                                 | Pakistan (921)  | Uganda (905)    | Uganda (867)    | Äthiopien (759) | Äthiopien (777) | Ghana (783)     |
| Fünftärmstes Land                                                 | Uganda (989)    | Thailand (955)  | Indien (882)    | Indien (882)    | Indien (883)    | Indien (876)    |
| Die Zahlen sind in kaufkraftangepassten US-Dollar des Jahres 1996 |                 |                 |                 |                 |                 |                 |

Tabelle 4

Die folgende Tabelle zeigt von Hungersnöten betroffene Menschen in den 1950er und 1960er Jahren. Bereits vor der Hungerskatastrophe von 1959 bis 1961 waren jährlich 20 bis 40 Mio. Menschen von Hungersnöten betroffen.
| 1954 | 1956 | 1957 | 1958 | 1959 | 1960  | 1961  | 1963 |
| ---- | ---- | ---- | ---- | ---- | ----- | ----- | ---- |
| 24,4 | 20,1 | 41,3 | 19,8 | 97,7 | 129,8 | 218,1 | 70,8 |

Tabelle 5

Die folgende Tabelle zeigt den Anteil der Steuereinnahmen regionalen Institutionen im Vergleich zu den Einnahmen der Staatsregierung.
| Jahr | Anteil der Steuereinnahmen von Provinzen und Regionen an den Gesamteinnahmen des Staates | Politische Änderungen               |
| ---- | ---------------------------------------------------------------------------------------- | ----------------------------------- |
| 1953 | 17,0 %                                                                                   | Erster Fünfjahresplan beginnt       |
| 1958 | 19,6 %                                                                                   |                                     |
| 1959 | 75,6 %                                                                                   | Beginn des Großen Sprungs nach vorn |
| 1961 | 78,5 %                                                                                   |                                     |
| 1966 | 64,8 %                                                                                   | Beginn der Kulturrevolution         |
| 1975 | 88,2 %                                                                                   |                                     |
| 1978 | 84,5 %                                                                                   | Reformen beginnen                   |
| 1980 | 75,5 %                                                                                   | Beginn der Finanzreform             |
| 1984 | 59,5 %                                                                                   |                                     |
| 1988 | 67,1 %                                                                                   |                                     |
| 1993 | 78,0 %                                                                                   |                                     |
| 1994 | 44,3 %                                                                                   | Neue Finanzreform                   |
| 2004 | 45,1 %                                                                                   |                                     |
| 2005 | 47,7 %                                                                                   |                                     |

Tabelle 6
| Jahr | Anzahl der Unternehmen (Tausend) | Prozentuale Entwicklung | Produktion (Mrd. Yuan) |
| ---- | -------------------------------- | ----------------------- | ---------------------- |
| 1958 | 2600                             |                         | 6,3                    |
| 1959 | 700                              | −73 %                   | 10                     |
| 1960 | 120                              | −83 %                   | 5                      |
| 1961 | 45                               | −62 %                   | 2                      |

Tabelle 7

Während des ersten Fünfjahresplans stieg die Industrieproduktion steil an. Zwischen 1952 und 1957 stieg die Stahlproduktion von 1,5 auf 5,4 Mio. Tonnen, die Stromproduktion von 7,3 auf 19,3 Mrd. kWh. Die Getreideproduktion stieg von 164 Mio. Tonnen auf 195 Mio. Tonnen. Beflügelt von den bisherigen Erfolgen erlag die Regierung einer weit überzogenen Erwartungshaltung. Die folgende Tabelle zeigt die Erwartung der chinesischen Führung Ende des Jahres 1958 für die Produktion der Jahre 1958 und 1959.
|              |          | Ergebnis des Jahres 1957 | Schätzung für das Jahr 1958 | Erwartung für das Jahr 1959 |
| ------------ | -------- | ------------------------ | --------------------------- | --------------------------- |
| Stahl        | Mio. To  | 5.35                     | 11                          | 20                          |
| Eisen        | Mio. To  | 5,86                     | 15,8                        | 29                          |
| Kohle        | Mio. To  | 130                      | 270                         | 420                         |
| Elektrizität | Mrd. kWh | 1,93                     | 2,75                        | 5,4                         |
| Mineralöl    | Mio. To  | 1,5                      | 2,1                         | 4,2                         |
| Autos        | Tausend  | 7,5                      | 14,5                        | 65                          |
| Lokomotiven  | Stück    | 167                      | 280                         | 2100                        |
| Kunstdünger  | Mio. To  | 0,63                     | 1,01                        | 2,5                         |
| Bahnlinien   | km       | N                        | 1800                        | 10000                       |
| Getreide     | Mio. To  | 195                      | 395                         | 550                         |

Tabelle 8

Die folgende Tabelle zeigt die reale Produktion wichtiger Wirtschaftsgüter von 1957 bis 1962.
|            | 1957 | 1958 | 1959 | 1960 | 1961 | 1962 |
| ---------- | ---- | ---- | ---- | ---- | ---- | ---- |
| Getreide   | 195  | 200  | 170  | 144  | 148  | 160  |
| Zucker     | 0,86 | 0,90 | 1,1  | 0,44 | 0,39 | 0,34 |
| Ölpflanzen | 4,2  | 4,8  | 4,1  | 1,9  | 1,8  | 2,0  |
| Roheisen   | 5,9  | 13,7 | 21,9 | 27,2 | 12,8 | 8,1  |
| Stahl      | 5,4  | 8,0  | 13,9 | 18,7 | 8,7  | 6,7  |
| Kohle      | 131  | 270  | 369  | 397  | 278  | 220  |
| Zement     | 6,9  | 9,3  | 12,3 | 15,7 | 6,2  | 6,0  |
| Baumwolle  | 1,6  | 2,0  | 1,7  | 1,1  | 0,80 | 0,75 |

Tabelle 9

Die folgende Tabelle zeigt für die einzelnen chinesischen Provinzen die Sterberaten von 1954 bis 1966 sowie die Teilnahme der Bevölkerung am beim Großen Sprung nach vorn propagierten gemeinsamen Kantinenessen. Ein hoher Anteil von Kantinenessen korreliert mit einer hohen Opferzahl bei der Hungersnot. Der Zusammenhang zwischen rigoroser Durchsetzung der Vorgaben des Großen Sprungs nach vorn und hoher Opferzahl bei der Hungersnot wird darüber deutlich. Zudem waren die Kantinen wenig effizient und trugen zur Verschwendung von Nahrungsmitteln bei.
| Provinz         | Teilnahme an Kantinenessen in % | Sterberaten in den Provinzen von 1956 bis 1963 (in 0,1 %) | Sterberaten in den Provinzen von 1956 bis 1963 (in 0,1 %) | Sterberaten in den Provinzen von 1956 bis 1963 (in 0,1 %) | Sterberaten in den Provinzen von 1956 bis 1963 (in 0,1 %) | Sterberaten in den Provinzen von 1956 bis 1963 (in 0,1 %) | Sterberaten in den Provinzen von 1956 bis 1963 (in 0,1 %) |
| Provinz         | Teilnahme an Kantinenessen in % | Durchschnitt 1956–1957                                    | 1958                                                      | 1959                                                      | 1960                                                      | 1961                                                      | Durchschnitt 1962–1963                                    |
| --------------- | ------------------------------- | --------------------------------------------------------- | --------------------------------------------------------- | --------------------------------------------------------- | --------------------------------------------------------- | --------------------------------------------------------- | --------------------------------------------------------- |
| Anhui           | 90,5                            | 11,7                                                      | 12,3                                                      | 16,7                                                      | 68,6                                                      | 8,1                                                       | 8,1                                                       |
| Fujian          | 67,2                            | 8,2                                                       | 7,5                                                       | 7,9                                                       | 15,3                                                      | 11,9                                                      | 7,9                                                       |
| Gansu           | 47,7                            | 11,1                                                      | 21,1                                                      | 17,4                                                      | 41,3                                                      | 11,5                                                      | 9,4                                                       |
| Guangdong       | 77,6                            | 9,8                                                       | 9,2                                                       | 11,1                                                      | 15,2                                                      | 10,8                                                      | 8,5                                                       |
| Guangxi         | 91,0                            | 12,5                                                      | 11,7                                                      | 17,5                                                      | 29,5                                                      | 19,5                                                      | 10,2                                                      |
| Guizhou         | 92,6                            | 8,2                                                       | 13,7                                                      | 16,2                                                      | 45,4                                                      | 17,7                                                      | 9,9                                                       |
| Hebei           | 74,4                            | 11,3                                                      | 10,9                                                      | 12,3                                                      | 15,8                                                      | 13,6                                                      | 10,2                                                      |
| Heilongjiang    | 26,5                            | 10,3                                                      | 9,2                                                       | 12,8                                                      | 10,6                                                      | 11,1                                                      | 8,6                                                       |
| Henan           | 97,8                            | 12,9                                                      | 12,7                                                      | 14,1                                                      | 39,6                                                      | 10,2                                                      | 8,7                                                       |
| Hubei           | 68,2                            | 10,2                                                      | 9,6                                                       | 14,5                                                      | 21,2                                                      | 9,1                                                       | 9,3                                                       |
| Hunan           | 97,6                            | 11,0                                                      | 11,7                                                      | 13,0                                                      | 29,4                                                      | 17,5                                                      | 10,3                                                      |
| Innere Mongolei | 16,7                            | 9,2                                                       | 7,9                                                       | 11,0                                                      | 9,4                                                       | 8,8                                                       | 8,8                                                       |
| Jiangsu         | 56,0                            | 11,7                                                      | 9,4                                                       | 14,6                                                      | 18,4                                                      | 13,4                                                      | 9,7                                                       |
| Jiangxi         | 61,0                            | 12,0                                                      | 11,3                                                      | 13,0                                                      | 16,1                                                      | 11,5                                                      | 10,4                                                      |
| Jilin           | 29,4                            | 8,3                                                       | 9,1                                                       | 13,4                                                      | 10,1                                                      | 12,0                                                      | 9,7                                                       |
| Liaoning        | 23,0                            | 8,0                                                       | 6,6                                                       | 11,8                                                      | 11,5                                                      | 17,5                                                      | 8,2                                                       |
| Ningxia         | 52,9                            | 10,9                                                      | 15,0                                                      | 15,8                                                      | 13,9                                                      | 10,7                                                      | 9,4                                                       |
| Qinghai         | 29,9                            | 9,9                                                       | 13,0                                                      | 16,6                                                      | 40,7                                                      | 11,7                                                      | 6,9                                                       |
| Shaanxi         | 60,8                            | 12,2                                                      | 11,7                                                      | 12,8                                                      | 14,2                                                      | 12,2                                                      | 11,4                                                      |
| Shandong        | 35,5                            | 12,1                                                      | 12,8                                                      | 18,2                                                      | 23,6                                                      | 18,4                                                      | 12,1                                                      |
| Shanxi          | 70,6                            | 10,1                                                      | 11,0                                                      | 12,7                                                      | 12,3                                                      | 8,8                                                       | 10,0                                                      |
| Sichuan         | 96,7                            | 11,3                                                      | 25,2                                                      | 47,0                                                      | 54,0                                                      | 29,4                                                      | 13,7                                                      |
| Yunnan          | 96,5                            | 15,8                                                      | 21,6                                                      | 18,0                                                      | 26,3                                                      | 11,8                                                      | 12,5                                                      |
| Zhejiang        | 81,6                            | 9,4                                                       | 9,2                                                       | 10,8                                                      | 11,9                                                      | 9,8                                                       | 8,3                                                       |
| China insgesamt |                                 | 11,1                                                      | 12,0                                                      | 14,6                                                      | 25,4                                                      | 14,2                                                      | 10,0                                                      |

Tabelle 10

Die nächste Tabelle zeigt die Sterberaten in den Provinzen 1960 und die Getreideproduktion pro Person im Jahr 1959.
| Provinz      | Todesrate 1960 (‰) | Getreideernte 1959 kg/Person |
| ------------ | ------------------ | ---------------------------- |
| Shanghai     | 6,9                | 107,02                       |
| Peking       | 9,14               | 82,01                        |
| Neimeng      | 9.40               | 412,16                       |
| Jilin        | 10,13              | 401,07                       |
| Tianjin      | 10,34              | 91,42                        |
| Heilongjiang | 10,52              | 505,95                       |
| Shanxi       | 11,21              | 244,48                       |
| Liaoning     | 11,50              | 235,91                       |
| Zhejiang     | 11,88              | 382,06                       |
| Shan'xi      | 11,27              | 251,99                       |
| Ningxia      | 13,90              | 303,70                       |
| Guangdong    | 15,24              | 242,70                       |
| Xinjiang     | 15,67              | 304,35                       |
| Hebei        | 15,80              | 195,12                       |
| Jiangxi      | 16,06              | 314,36                       |
| Jiangshu     | 18,41              | 231,42                       |
| Fujian       | 20,70              | 259,23                       |
| Hubei        | 21,21              | 241,07                       |
| Shandong     | 23,6               | 195,24                       |
| Yunnan       | 26,26              | 265,26                       |
| Hunan        | 29,42              | 300,32                       |
| Guangxi      | 29,46              | 246,98                       |
| Henan        | 39,56              | 195,72                       |
| Qinghai      | 40,73              | 200,49                       |
| Gansu        | 41,32              | 223,95                       |
| Guizhou      | 52,33              | 242,67                       |
| Anhui        | 68,58              | 204,55                       |
| Hainan       | N/A                | N/A                          |
| Tibet        | N/A                | N/A                          |
| Sichuan      | N/A                | N/A                          |

Tabelle 11

Die folgende Tabelle zeigt die Beschäftigung der chinesischen Landbevölkerung in der Zeit von 1957 bis 1961. Man erkennt die Abkehr von dem eigentlichen Stammgeschäft in der Landwirtschaft in den Jahren 1958 bis 1960.
|      | Land- bevölker- ung | Anteil an Gesamt- bevölkerung | Arbeiter gesamt | Industrie | Bauwirt- schaft | Landwirt- schaft | Transport | Verpflegung, Handel, Dienst- leistung | Gesundheit und Bildung | Andere |
| ---- | ------------------- | ----------------------------- | --------------- | --------- | --------------- | ---------------- | --------- | ------------------------------------- | ---------------------- | ------ |
| 1957 | 547                 | 84,6                          | 206             | 3,2       | 4,5             | 192,0            | 1,5       | 1,6                                   | 1,2                    | 1,8    |
| 1958 | 553                 | 83,8                          | 213             | 18,5      | 20,0            | 151,2            | 5,0       | 11,5                                  | 4,5                    | 2,3    |
| 1959 | 548                 | 81,6                          | 208             | 5,8       | 18,4            | 158,2            | 3,1       | 11,6                                  | 4,6                    | 6,2    |
| 1960 | 531                 | 80,3                          | 198             | 4,6       | 4,1             | 163,3            | 3,0       | 12,9                                  | 4,0                    | 5,7    |
| 1961 | 532                 | 80,7                          | 203             | 1,9       | 2,0             | 191,3            | 1,0       | 0,7                                   | 1,3                    | 4,4    |

Tabelle 12

Die folgende Tabelle zeigt die Kalorienmenge, die den Chinesen durchschnittlich täglich zur Verfügung stand.
| 1957 | 1958 | 1959 | 1960 | 1961 | 1962 | 1963 | 1964 |
| ---- | ---- | ---- | ---- | ---- | ---- | ---- | ---- |
| 2167 | 2169 | 1820 | 1535 | 1651 | 1761 | 1863 | 2020 |

## Neuausrichtung
Nach der Begeisterung für den Großen Sprung im Sommer 1958 begann bereits Ende des Jahres 1958 eine „Adjustierung“ des Großen Sprungs. Schrittweise wurden Vorgaben des Großen Sprungs zurückgenommen. Trotzdem verbesserte sich die Lage nicht, sie wurde immer schlimmer. Da sich die Meldungen über Hungersnöte häuften, die Partei- und Staatsführung sich aber kein Bild machen konnte, ob dies einzelne isolierte Ereignisse seien oder ob die Hungersnot weiter verbreitet sei, wurde Ende 1960 beschlossen, dass führende Politiker wie Deng Xiaoping, Zhou Enlai, Peng Zhen, Li Xiannian, Liu Shaoqi und Mao etliche Wochen das Land, mit möglichst wenig Gefolge, bereisen sollten, um sich selbst ein Bild zu machen. Bei diesen Reisen sahen sie nicht nur die katastrophale Lage im Land, sondern auch, wie sich Parteikader als Diktatoren aufspielten und sich hemmungslos am Gemeineigentum gütlich taten. Liu Shaoqi beklagte sich bitter, dass anscheinend alle Briefe, die an ihn geschrieben wurden, von den lokalen Behörden abgefangen worden waren. Er sagte: „Wir wurden hoffnungslos im Dunkeln gehalten.“ Sicher war bei all dieser Entrüstung auch Selbstrechtfertigung dabei, massiver Handlungsbedarf war aber jetzt offensichtlich.
Deng Xiaoping, der sich bis 1961 mit negativen Äußerungen über den Großen Sprung zurückgehalten hatte, sagte über die Situation 1961 vor dem kommunistischen Jugendverband: „Die Lage steht so, dass wir keine weiteren Worte verlieren zu brauchen, das weiß nicht nur die Liga, sondern auch die Partei. Die Kleidung ist von schlechter Qualität, das Essen ist miserabel, die Wohnverhältnisse sind übel. Der Lebensstandard hat sich allenthalben gesenkt. Vieles, was gesagt worden ist, war überhitzt. Man hat den Mund zu voll genommen. Die Kampagne war ein bisschen zu links.“
Mit dieser Einschätzung hatten Deng, Liu und andere die Mehrheit der Parteiführung hinter sich. Wirtschaft und Landwirtschaft hatten die Talsohle erreicht. Der Regierung ging es nicht mehr um große Strategien, gesucht wurde nach Maßnahmen, die kurzfristig irgendwie Erfolg versprechen konnten.
Deng sagte zu den aktuellen Erfordernissen: „Gegenwärtig kommt es vor allem darauf an, mehr Getreide zu produzieren. Solange die Erträge steigen, ist auch die private Initiative des Einzelnen erlaubt. Egal, ob gescheckt oder schwarz, Hauptsache, die Katze fängt Mäuse.“ Später wurde aus der gescheckten Katze eine weiße Katze, obwohl es kaum weiße Katzen gibt. Über die anstehenden Veränderungen meinte er: „Den Stil, den das Volk will, müssen wir annehmen. Was illegal war, müssen wir legalisieren.“
Li Fuchun, von Anfang an ein führender Planer des Großen Sprungs und Vertrauter von Mao, gab auf der Beidaihe-Konferenz im Juli 1961 eine Bestandsaufnahme mit Vorschlägen zu einer „Adjustierung“ und „Konsolidierung“. Li zählte die Hauptfehler des Großen Sprungs auf:
Man habe zu viel auf einmal und dies auch zu schnell erreichen wollen, wegen des Wegfalls der Leistungsprämien verfielen die Leistungsanreize, das Vorgehen war oft chaotisch und unstrukturiert und der Große Sprung war anfällig, Ressourcen zu verschleudern. Zur grundlegenden Strategie des Großen Sprungs meinte er, dass Maos Anweisungen völlig richtig gewesen seien, die Fehler hätten in der Ausführung gelegen. Dann gab er ausführliche Vorschläge zur Verbesserung der Lage. Mao selbst lobte den Bericht von Li ausdrücklich.
Die Änderungen, die in der Landwirtschaft durchgeführt wurden, brachten China wieder zurück auf den Stand der halbsozialistischen LPG von 1954. Das Herzstück der Sofortmaßnahmen der sogenannten „60 Artikel über die Landwirtschaft“ im März 1961 waren „Die drei Freiheiten“ und das „Ertragssoll des Bauernhaushalts.“
Die „Drei Freiheiten“ erlaubten den Bauern Privatzellen, privat betriebenes Nebengewerbe wie Körbe flechten und den Verkauf ihrer Produkte auf freien Märkten. Die vergesellschafteten Äcker wurden an die Bauernhaushalte verpachtet. Das „Ertragssoll des Bauernhaushalts“ bedeutete, dass die Bauernhaushalte eine vertraglich vereinbarte Menge an landwirtschaftlichen Produkten als Pacht an den Staat abliefern mussten, die Menge darüber hinaus konnten sie selbst verkaufen. Darüber hinaus mussten sie sich noch verpflichten, eine vereinbarte Menge an Stunden für die Produktionsmannschaft zu arbeiten.
Im weiteren Verlauf des Jahres 1961 und dann auf der „Westgebäudekonferenz“ vom 21. bis zum 23. Februar 1962 wurden die materiellen Anreize noch verstärkt. Die Familien oder die Gruppen, die ihre Produktion erhöhen konnten, sollten zusätzliche staatliche Leistungen und zusätzliche Kreditchancen erhalten. Zusätzlich zu den freien ländlichen Märkten wurden privater Handel und private Kleinbetriebe gestattet. Mao warnte, die neuen Regelungen gingen zu weit. Mit diesen neuen Regeln würde sich schnell wieder eine neue herrschende Schicht, eine neue herrschende Klasse, herausbilden, der Mehrheit der Parteiführung war jedoch die Steigerung der Produktion wichtiger als Maos Einwände.
Die neuen Regelungen regten die Produktion an, es kam aber schnell zu der von Mao befürchteten starken Ausdifferenzierung bei den Bauern. Erfolgreiche Bauern bekamen zusätzliche staatliche Unterstützung, konnten Kredite aufnehmen, Mitarbeiter für die Feldarbeit einstellen und selbst in den Handel gehen. Mit dieser Entwicklung ging eine Verquickung der reichen Bauern und Händler mit den Kadern einher. Mao sprach von einer „Korrumpierung der Kader durch die ländliche Bourgeoisie“, aber das war dann schon nach dem Großen Sprung.
Für die Industrie wurde auf dem 9. Plenum (14.–18. Januar 1961) die Politik der „Regulierung, Konsolidierung, Ergänzung und Niveauhebung“ durchgesetzt.
Ziel der „Regulierung“ war es, die einzelnen Wirtschaftssektoren wieder in ein gleichgewichtiges Verhältnis zu bringen, mit dem Primat auf der Landwirtschaft. Es wurde die Parole „Die Landwirtschaft ist die Grundlage, die Industrie hat die Führung“ ausgegeben. Im Industriebereich sollte die Metallindustrie zugunsten der Chemie- und Energieindustrie zurückgefahren werden. Es wurden wieder sechs Regionalbüros eingerichtet und anstelle der bisherigen strikten Dezentralisierungspolitik sollte das ganze Land in ein einheitliches Schachbrett der lokalen Zuständigkeiten verwandelt werden.
Konsolidierung, Ergänzung und Niveauhebung bedeutete Verbesserung der Produktqualität, Vermehrung der Produktsorten, die Stärkung schwacher Glieder in der Produktion, Stilllegung unrentabler Industriebetriebe und die Einstellung unrentabler Bauvorhaben. Um die Bauern zu entlasten, wurden 1961/62 rund 30 Millionen Städter auf das Land hinausgeschickt. Beibehalten wurde der Einsatz der Volksmassen zur technischen Innovation, zur Einsparung von Rohmaterialien, zur Herabsetzung der Produktionskosten und zum Aufbau der Infrastruktur.
Als materieller Anreiz wurden die Löhne wieder aufgefächert und der Akkordlohn wieder eingeführt. Bei den Arbeitern wurde eine Trennung zwischen fest angestellten und befristet angestellten Arbeitern eingeführt. Die sozialen Sicherungssysteme (Eiserne Reisschüssel) galten nur noch für die fest angestellten Mitarbeiter, dem nicht unbeträchtlichen Anteil der befristet angestellten Arbeitern konnte jederzeit der Vertrag nicht verlängert werden.
Die Volkskommunen wurden von durchschnittlich 21.000 auf 7.000 Personen verkleinert und ihre Zuständigkeiten sehr beschnitten. Einerseits waren sie nicht mehr unabhängig von den höheren Verwaltungsebenen und andererseits mussten sie die meisten Kompetenzen an die darunterliegenden Produktionsmannschaften abtreten. Sie blieben nur noch für die Bereiche zuständig, die zu groß für die darunter liegenden Einheiten Produktionsmannschaft und Produktionsbrigade waren, zum Beispiel Ziegeleien oder Kohlegruben, und sie unterstanden der Kontrolle der darüber liegenden Verwaltung.
Die Volkskommunen blieben weiterhin zuständig für den Ausbau der medizinischen Versorgung auf dem Land, den Ausbau des Bildungssystems, die soziale Absicherung und den Ausbau der lokalen Infrastruktur. Am Ausbau von Industrie und Gewerbe auf dem Land wurde festgehalten. Kurzfristig wurden diese Aktivitäten jedoch stark heruntergefahren und der Steigerung der Getreideproduktion untergeordnet (dies zeigt Tabelle 11).
Die wichtigste Neuerung des Großen Sprungs, die Dezentralisierung der Wirtschaft und die Abkehr vom leninschen Zentralismus wurde nicht rückgängig gemacht (siehe Tabelle 5). Im Jahr 1958 hatten die Provinzen und Regionen einen Anteil von 19,6 % an den Steuereinnahmen des Staates, im Jahr 1966 war er immer noch, trotz aller Neuausrichtung, 64,8 %.

## Forschungsgeschichte
Dem „Großen Sprung nach vorne“ und der daraus hervorgehenden Hungersnot wurden in der westlichen Welt bis in die 1980er Jahre weder in der akademischen Forschung noch in den Medien größere Aufmerksamkeit geschenkt. Dazu trug auch bei, dass die chinesische Regierung darum bemüht war, die Folgen dieser Kampagne vor der Weltöffentlichkeit geheim zu halten. Erst 1981 bewertete die chinesische Regierung mit der „Resolution über einige Fragen der Geschichte der KP Chinas seit 1949“ diese Kampagne negativ. Die 1982 erfolgende Volkszählung machte darüber hinaus die große Zahl der Hungertoten deutlich, klar erkennbar war außerdem der starke Rückgang der Geburtenrate in den Jahren 1959 bis 1961. In der westlichen Welt wurde die Kampagne jedoch vorrangig als Ursprung der Kulturrevolution gewertet. Als eigenständiges Ereignis wurde der „Große Sprung nach vorn“ in der westlichen Welt erst ab den 1990er Jahren eingeordnet, als die Rolle Mao Zedongs zunehmend im Interesse der akademischen Forschung stand.
Insbesondere die frühen 1980er Jahre brachten eine Reihe von wissenschaftlichen Arbeiten zum Großen Sprung hervor. Maurice Meisner bezeichnete die Ablösung Maos durch Liu Shaoqi im Gefolge des Großen Sprungs als den Moment des Thermidor in der chinesischen Revolution. Bekannt wurde ein Beitrag von Judith Banister in China Quarterly mit dem sich die Zahl von 30 Millionen Todesopfern in der US-Presse einzupendeln begann. Wim F. Wertheim kritisierte dies als übertrieben. Jung Chang argumentierte in Mao. The Unknown Story, dass Mao mit großen Opferzahlen rechnete und diese auch offen und bewusst in Kauf genommen hätte. Auf Basis dieser Daten bezeichnete Rudolph Joseph Rummel das Massensterben im Zusammenhang mit dem Großen Sprung als „Demozid“.
Steven Rosefielde beschrieb die Ursache als eine Kombination aus Terror und Verhungernlassen, in dem Sinne eher Totschlag oder gar Mord als eine unvermittelt auftretende Hungersnot. Eine vom Historiker Frank Dikötter durchgeführte und 2010 veröffentlichte Studie ermittelte u. a. auf Grundlage chinesischer Archivbestände die Gesamtzahl von mindestens 45 Millionen Hungertoten. Der chinesische Historiker Yu Xiguang errechnete 55 Millionen Tote.
Mùbēi (Grabstein), eine 2008 herausgegebene, weithin anerkannte Studie des langjährigen KPCh-Parteimitglieds und Xinhua Mitarbeiters Yang Jisheng zur Hungersnot während des Großen Sprungs schätzte die Zahl der Toten auf 36 Millionen. Die Verantwortung dafür wurde größtenteils der politischen Führung zugeschrieben. Dabei war den lokalen Parteiführern die Planerfüllung wichtiger als das Leben der Bauern, Mao selbst war vor allem bestrebt, ausstehende Schulden an die Sowjetunion zu begleichen. Der ehemalige Hongkonger Journalist Jasper Becker bezichtigte Mao in einem 1998 erschienenen Buch persönlich, unter anderem Hungernden staatliche Nahrungsmittelvorräte vorenthalten zu haben, weil er Bauern unterstellte, Getreide zu unterschlagen und heimlich zu horten.